# Liste der Baudenkmäler in Warburg
Die Liste der Baudenkmäler in Warburg enthält die denkmalgeschützten Bauwerke auf dem Gebiet der Stadt Warburg im Kreis Höxter in Nordrhein-Westfalen (Stand: September 2013). Diese Baudenkmäler sind in der Denkmalliste der Stadt Warburg eingetragen; Grundlage für die Aufnahme ist das Denkmalschutzgesetz Nordrhein-Westfalen (DSchG NRW).

Denkmalwürdige Objekte und nicht mehr vorhandene Denkmäler wurden zusätzlich aufgenommen.
In der Spalte „Eingetragen seit“ fehlt eine Angabe, wenn Objekte, die in der Denkmaltopographie Bundesrepublik Deutschland 2015 oder einem anderen amtlichen Denkmalinventar von der zuständigen Denkmalfachbehörde als denkmalwürdig erkannt wurden, noch nicht in die Denkmalliste eingetragen sind.
In der Spalte „Denkmalnummer“ wurden ersatzweise die Nummern der Abbildungen der Denkmaltopographie 2015 angegeben, da in Warburg bisher noch keine amtlichen Denkmalnummern vergeben wurden.

## Amtliche Tabelle der Baudenkmäler in der Kernstadt Warburg
| Bild                                                                      | Bezeichnung                                                               | Lage                                         | Beschreibung | Bauzeit                                 | Eingetragen seit | Denkmal- nummer  |
| ------------------------------------------------------------------------- | ------------------------------------------------------------------------- | -------------------------------------------- | --- | --------------------------------------- | ---------------- | ---------------- |
| Neustadtmauern                                                            | Neustadtmauern                                                            |                                              | doppelter Mauerring mit Zwinger, am Sacktor dreifach | 1260 ff                                 | 08.05.1989       | 124-129          |
| Altstadtmauern                                                            | Altstadtmauern                                                            |                                              | fast durchgängig erhaltener einfacher Mauerring | 1260 ff                                 | 08.05.1986       | 130-135          |
| Burgbefestigung, heute Burgfriedhof                                       | Burgbefestigung, heute Burgfriedhof                                       |                                              | Reste von 2,20-2,45 m breiten Umfassungsmauern aus Kalkbruchstein | 1000                                    | 08.05.1986       | 136, 137         |
| weitere Bilder                                                            | Sackturm mit Sacktor, Sackstraße 50                                       | Karte                                        | Wehrturm mit Pechnase, 1443 gegen die Burgmannschaft erbaut, daneben eine früher aus drei Toren bestehende Stadttoranlage mit barbakanartigem Vorturm | 1443                                    | 08.05.1985       | 138-142          |
| halbrunder Schalenturm zum Göringsgraben                                  | halbrunder Schalenturm zum Göringsgraben                                  | Karte                                        | | 1400                                    |                  | 145              |
| weitere Bilder                                                            | Frankenturm, hinter der Mauer Nord 46                                     | Karte                                        | Viereckiger Turm mit Pechnase und barock geschweifter Haube | 14. bis 15. Jahrhundert                 | 08.05.1989       | 146-148          |
| weitere Bilder                                                            | Biermannsturm, an der Mauer 43                                            | Karte                                        | Rundturm mit barock geschweifter Haube | 14. Jahrhundert                         | 08.05.1986       | 150, 151         |
| niedriger Halbschalenturm, an der Mauer 63–65                             | niedriger Halbschalenturm, an der Mauer 63–65                             | Karte                                        | |                                         | 08.05.1986       | 149              |
| weitere Bilder                                                            | Johannistorturm, am Johannisturm 5                                        | Karte                                        | Torturm auf quadratischem Grundriss | 1290–1350                               | 18.10.1985       | 152-154          |
| niedriger Halbschalenturm, am Johannisturm 11                             | niedriger Halbschalenturm, am Johannisturm 11                             | Karte                                        | | 1290                                    | 08.05.1986       | 155              |
| weitere Bilder                                                            | Chattenturm                                                               | Karte                                        | Rundturm am Burghang | 15. Jahrhundert                         | 08.05.1986       | 156              |
| Villa Taschenmacher                                                       | Villa Taschenmacher                                                       | Alter Bahnhofsweg 14                         | eingeschossige Villa in Hanglage mit fast vollständig freistehenden Kellergeschoss, und ausgebautem Dachgeschoss mit vorkragendem Fachwerkdrempel, Südseite mit Zwerchhaus und Erkerturm aus Zierfachwerk, erbaut durch Maurermeister Heinrich Gießler | 1904                                    |                  | 157, 158         |
| weitere Bilder                                                            | Alte Landwirtschaftsschule                                                | Alter Bahnhofsweg 40 Karte                   | zweigeschossiges, symmetrisches Schulhaus mit Walmdach, mächtigem Portikus und großer Freitreppenanlage, beidseitig durch eingeschossige Flügelbauten eingefasst, heute als Wohnanlage genutzt | 1922                                    |                  | 159              |
| Wohnhaus                                                                  | Wohnhaus                                                                  | Am Johannisturm 7 Karte                      | zweigeschossiges Fachwerk-Traufenhaus mit Zwerchhaus, rückseitig die Stadtmauer, um 1800 | 1800                                    | 30.04.1985       | 161              |
| Geburts- und Wohnhaus Josef Kohlschein (1841–1915)                        | Geburts- und Wohnhaus Josef Kohlschein (1841–1915)                        | Am Johannisturm 10 Karte                     | zweigeschossiges Bruchsteinhaus mit Eckverquaderung und Werksteingewänden, Giebel in Fachwerk, frühes 19. Jahrhundert | 1700                                    | 30.04.1985       | 160, 162         |
| Wohnhaus                                                                  | Wohnhaus                                                                  | Am Johannisturm 11 Karte                     | Fachwerktraufenhaus mit Krüppelwalmgiebel und Zwerchhaus, um 1800 | 1800                                    | 30.04.1985       | 164              |
| weitere Bilder                                                            | Ehemaliges Rathaus der Altstadt                                           | Warburg, Am Markt 3 Am Markt 2 Karte         | | 1337                                    | 12.06.1985       | 166-175          |
| weitere Bilder                                                            | Haus Holtgreve                                                            | Am Markt 3 Karte                             | Dreigeschossiger Traufbau mit Wappenplatte von 1546, zweites Obergeschoss Fachwerk, um 1700 | 1546 ff                                 | 29.04.1985       | 176, 178-179     |
| Wohngeschäftshaus „Altstadtapotheke“                                      | Wohngeschäftshaus „Altstadtapotheke“                                      | Am Markt 7 Karte                             | zweigeschossiges Fachwerkhaus mit Mansarddach, 18. Jahrhundert | 18. Jahrhundert                         | 29.04.1985       | 177              |
| Wohnhaus                                                                  | Wohnhaus                                                                  | Am Markt 9, 9a Karte                         | traufständiges zweigeschossiges Fachwerk mit Mansard-Walmdach, symmetrisch gestaltetes Zierfachwerk | 1700                                    | 12.06.1985       | 180              |
| Bäckerei und Café „Becker“                                                | Bäckerei und Café „Becker“                                                | Am Markt 11 Karte                            | traufständiges zweigeschossiges Massivhaus mit Mansarddach, Erweiterungsbau zu Nr. 9 | 1700                                    | 29.04.1985       | 182              |
| weitere Bilder                                                            | Haus Rosenmeyer                                                           | Am Markt 19 Karte                            | als dreigeschossiges Giebelhaus mit Krüppelwalm vom damaligen Bürgermeister Balthasar Philipp Rosenmeyer erbaut, Geburtshaus von Ignaz Rosenmeyer, 1975 abgebrochen, historische Fachwerkfassade mit Inschriften 1975 dem Neubau vorgeblendet. | 1746                                    | 29.04.1985       | 181, 183         |
| Wohngeschäftshaus „Bierhoff & Bierhoff“                                   | Wohngeschäftshaus „Bierhoff & Bierhoff“                                   | Am Markt 23 Karte                            | dreigeschossiges Fachwerk-Giebelhaus mit Krüppelwalm | 1699                                    | 29.04.1985       | 184              |
| Wohnhaus                                                                  | Wohnhaus                                                                  | An der Burg 13 Karte                         | schlichtes Fachwerk-Traufenhaus, um 1800 | um 1800                                 | 29.04.1985       | 188-189          |
| Wohnhaus                                                                  | Wohnhaus                                                                  | An der Burg 19 Karte                         | eingeschossiges Fachwerk-Giebelhaus mit Krüppelwalm, 18. Jahrhundert | 1850                                    | 29.04.1985       | 190              |
| Wohnhaus                                                                  | Wohnhaus                                                                  | An der Burg 21 Karte                         | eingeschossiges Fachwerk-Giebelhaus mit Krüppelwalm, um 1800, nach Westen jüngere Dachausbauten | um 1800                                 | 30.04.1985       | 191              |
| Wohnhaus                                                                  | Wohnhaus                                                                  | An der Burg 23 Karte                         | zweigeschossiges Fachwerk-Giebelhaus mit durch beide Geschosse gehende Längsständer, frühes 19. Jahrhundert, denkmalgerecht saniert |                                         |                  | Status unklar    |
| Altstädter Pfarrhaus (ehemalige Vikarie)                                  | Altstädter Pfarrhaus (ehemalige Vikarie)                                  | An der Burg 34 Karte                         | Fachwerk-Traufenhaus auf hohem Kellersockel, Dach mit Krüppelwalmen. Daneben Speicher, Fachwerk mit Bruchstein-Südwand im EG. | ca. 1750                                | 29.04.1985       | 192,193          |
| Wohnhaus                                                                  | Wohnhaus                                                                  | An der Burg 43 Karte                         | | um 1800                                 | 29.04.1985       | 194              |
| Wohnhaus                                                                  | Wohnhaus                                                                  | An der Burg 47 Karte                         | Traufenhaus, EG massiv, Obergeschoss Fachwerk | um 1920                                 | 29.04.1985       | 195              |
| Wohnhaus                                                                  | Wohnhaus                                                                  | An der Burg 51 Karte                         | Fachwerk-Traufenhaus mit massivem Erdgeschoss, Zwerchgiebel | um 1920                                 | 29.04.1985       | 196              |
| Wohnhaus                                                                  | Wohnhaus                                                                  | An der Burg 55 Karte                         | Einfaches Fachwerktraufenhaus, erstes Viertel 20. Jahrhundert, Inschriftbalken des Vorgängerbaus | 1819 ff                                 | 29.4.1985        | 197              |
| Wohnhaus                                                                  | Wohnhaus                                                                  | An der Burg 57 Karte                         | Fachwerktraufenhaus, erstes Viertel 20. Jahrhundert | 1911                                    | 29.04.1995       | 198              |
| Wohnhaus                                                                  | Wohnhaus                                                                  | An der Mauer 4 Karte                         | mit Kunststoffelementen verkleidetes Fachwerkhaus, spätgotische Knagge mit St.-Georgs-Figur, erstes Viertel 16. Jahrhundert |                                         |                  | 245              |
| Wohnhaus                                                                  | Wohnhaus                                                                  | An der Mauer 1 Karte                         | zweigesch. Fachwerkhaus | 1800                                    | 17.12.1985       | 243, 244         |
| Wohnhaus                                                                  | Wohnhaus                                                                  | An der Mauer 33 Karte                        | zweigesch., schlichtes Fachwerk-Traufenhaus, ausgehendes 18. Jahrhundert | 1800                                    | 29.04.1985       | 243              |
| weitere Bilder                                                            | Bahnhof Warburg                                                           | Bahnhofstraße 82 Karte                       | Historistisches Empfangsgebäude des Bahnhofs Warburg, Architekt: Julius Eugen Ruhl | 1852/1853                               | 26.01.1988       | 248-251          |
| Arnoldihaus                                                               | Arnoldihaus                                                               | Bernhardistr. 2 Karte                        | großes spätgotisches Fachwerkhaus mit zweigeschossiger Deele, darüber vorkragender Speicherstock mit Andreaskreuzen in der Brüstung und Saalanbau, Torinschrift: „Henrick santman, Anno dnj M°ccccc xiij° jn aprili“, Wappen mit Balken und drei Rosen | 1511                                    | 30.04.1985       | 254-263          |
| Gaststätte „Zum Spiegel“                                                  | Gaststätte „Zum Spiegel“                                                  | Bernhardistraße 4 Karte                      | gotisches Fachwerkhaus mit früher zweigeschossiger Deele, darüber vorkragender ehemaligem Speicherstock mit Andreaskreuzen in der Brüstung, um 1520, Straßenfassade im EG in Fachwerk und Trauffassade massiv erneuert | 1508                                    | 30.04.1985       | 263              |
| Wohnhaus                                                                  | Wohnhaus                                                                  | Bernhardistraße 7 Karte                      | zurückgesetztes eingesch. Fachwerkgiebelhaus auf hohem Natursteinsockel mit Freitreppe, | 1800                                    | 12.06.1985       | 264              |
| Wohnhaus                                                                  | Wohnhaus                                                                  | Bernhardistraße 9 Karte                      | Fachwerkgiebelhaus mit Krüppelwalm, 18. Jahrhundert, Hinterhaus mit Bruchstein-EG und Fachwerkaufstockung 19. Jahrhundert | 18. Jahrhundert                         | 30.04.1995       | 265              |
| Wohnhaus                                                                  | Wohnhaus                                                                  | Bernhardistraße 10 Karte                     | zweigesch. Fachwerkgiebelhaus mit doppelt vorkragendem Giebel, frühes 18. Jahrhundert, zur Gasse Zwerchhaus 19. Jahrhundert | frühes 18. Jahrhundert                  | 30.04.1985       | 266, 267         |
| weitere Bilder                                                            | Eisenhoithaus                                                             | Bernhardistraße 12 Karte                     | zweigeschossiges gotisches Fachwerkhaus mit Spitzbogenportal. Rechte Traufseite mit originalem Ständerfachwerk. Torinschrift: „Anno: dni.M°vc°xxvj.“, in den Bogenbalken Renaissanceschrift: „JASPER.ISERENHOD“, Bogenfeld mit Grotesken verziert. Fachwerkgiebel 18. Jahrhundert, Geburtshaus des Kupferstechers Antonius Eisenhoit, | 1526                                    | 30.04.1985       | 269, 270         |
| Wohnhaus                                                                  | Wohnhaus                                                                  | Bernhardistraße 14 Karte                     | einfaches, eingesch. Fachwerk-Giebelhaus mit Krüppelwalm, frühes 19. Jahrhundert | 1800                                    | 30.04.1985       | 272              |
| St. Josephs-Haus                                                          | St. Josephs-Haus                                                          | Bernhardistraße 19 Karte                     | Villenartig freistehendes, zweigeschoss. Massivhaus des Historismus, Giebel, zwei Zwerchhäusern und Drempeln aus Zierfachwerk, ehem. Schwesternhaus mit Kindergarten im EG und Hauswirtschaftsschule und Kapelle im OG. Baumeister: H. Diebenbusch | 1908                                    |                  | 273              |
| weitere Bilder                                                            | Glockengießerhaus                                                         | Bernhardistraße 23 Karte                     | 3-geschoss. Fachwerkhaus der Renaissance mit vorkragendem Speicherstock und vierfach vorkragendem Giebel, Füllhölzer und Torbogen mit Schnürrollen, geschnitzte Brüstungstafeln traufeitg mit Grotesken, Inschrift im Giebel „1578“, Biedermeierhaustür um 1830 | 1590                                    | 30.4.1985        | 274, 276         |
| Wohngeschäftshaus                                                         | Wohngeschäftshaus                                                         | Bernhardistraße 25 Karte                     | zweigeschossiges verputztes Haus des Klassizismus mit toskanischer Pilastergliederung und flachem Dreiecksgiebel, um 1820 | um 1820                                 | 30.04.1985       | 277              |
| Wohnhaus                                                                  | Wohnhaus                                                                  | Bernhardistraße 27 Karte                     | Schlichter, zweigeschossiger Fachwerk-Traufenbau mit Zwerchgiebel, 18. Jahrhundert mit älteren Bauteilen | 1600                                    | 30.04.1985       | 280              |
| Wohnhaus                                                                  | Wohnhaus                                                                  | Bernhardistraße 31 Karte                     | Fachwerk-Traufenhaus mit Zwerchhaus des späten 18. Jahrhunderts | 1850 ca.                                | 30.04.1985       | 281              |
| Wohngeschäftshaus, ehem. „Bäckerei Graute“,                               | Wohngeschäftshaus, ehem. „Bäckerei Graute“,                               | Bernhardistraße 92 Karte                     | villenartiges zweigesch. Wohnhaus, Kalkbruchstein mit Werksteingewänden, mit Erker, Zwerchhaus mit Ziergiebeln, Balkon mit Loggia und Bäckereianbau, | 1902                                    |                  | 318,319          |
| Terrassenanlage zwischen Bernhardistraße und Ikenberg                     | Terrassenanlage zwischen Bernhardistraße und Ikenberg                     | Bernhardistraße, Schwerte Karte              | terrassenförmig angelegte Stützmauern aus Kalkbruchstein am Steilhang, Reste des ehem. Weinbergs von St. Maria in Vinea | 1200                                    | 10.02.2016       | 282              |
| weitere Bilder                                                            | Wegkreuz                                                                  | Beverunger Straße Karte                      | | 1872                                    | 10.02.2016       | 283              |
| Tor zum Brüderkirchhof                                                    | Tor zum Brüderkirchhof                                                    | Brüderkirchhof Karte                         | Zwei barocke Torpfeiler neben der Südostecke des Rathauses | 1200                                    | 08.05.1985       | 316              |
| weitere Bilder                                                            | Ev. Pfarrkirche St. Maria in vinea                                        | Brüderkirchhof 3 Karte                       | älteste Pfarrkirche der Altstadt, seit 1287 vom Dominikanerorden genutzt, Chorneubau im 14. Jahrhundert, seit 1824 evangelische Kirche | 1200 ff                                 | 08.05.1985       | 284-303          |
| weitere Bilder                                                            | Gymnasium Marianum                                                        | Brüderkirchof 7 Karte                        | Ehemaliges Dominikanerkloster. Östlich an der Dominikanerkirche angebaut, mehrfach verändert, zuletzt 1955. Kreuzgang des 14. Jh. Südlich anschließend der sog. Prioratsbau, Fassade zum Brüderkirchhof neben der Figurennische datiert 1751, der Portalvorbau mit Schweifdach abgebrochen, Östlich des Kreuzgangs der sog. Mittelbau, weit nach Süden über dem Steilhang gebaut, errichtet 1361, Umbau 1669/70. Im Südgiebel Maßwerkfenster, unter den Giebelansätzen got,. Groteskenfiguren, an der SW-Ecke gewaltige Drachenkonsole. Ostwand zum Teil mit gotisch profilierten Fenstergewänden, hier eingesetzt eine dreiseitige Erkerkonsole mit einem Fabelwesen. Ostflügel erbaut 1736–38, Ende der 1950er-Jahre durchgreifend verändert und verlängert.                                                                          | 1300 ff                                 | 08.05.1985       | 304-315          |
| weitere Bilder                                                            | Erasmuskapelle auf der Burg                                               | Burgfriedhof a Karte                         | 1681 über der aus dem 12. Jh. stammenden Krypta der frühromanischen Andreaskirche erbaut. Gotisierender Saalbau mit Dachreiter und stattlichem Barockportal: D.O.M.S. / FERDINANDVS DEI GRATIA EPISCOPVS / PADERBOR ET MONASTER.S.R.I.Princeps / BURGRAVIUS STROMB.COMES.PVRMON.DNVS IN BORKELOH SACELLVM S:ERASMI EPISCOPI ET M. / COLLAPSVM EX VOTO INSTAVURAVIT / ANNO M.DC.LXXXI | 1200-1681                               | 30.04.1985       | 207-220          |
| weitere Bilder                                                            | Kreuzweg am Burgberg                                                      | Burgfriedhof a1                              | Kreuzweg mit 14 neugotischen Stationshäuschen von der Altstädter Kirche zur Burgkapelle, Stiftung von Viktorine-Charlotte Charvin | 1857                                    | 16.03.2015       | 199-203          |
| Kreuzigungsgruppe                                                         | Kreuzigungsgruppe                                                         | Burgfriedhof b                               | Kreuzigungsgruppe vor der Erasmuskapelle | 1897                                    | 01.12.1988       | 221              |
| Hochkreuz                                                                 | Hochkreuz                                                                 | Burgfriedhof c                               | Hochkreuz auf Steinsockel | 1832                                    |                  | 222              |
| Jakobsbrunnen                                                             | Jakobsbrunnen                                                             | Burgfriedhof d                               | neoklassizistischer Brunnen mit biblischen Figuren (Christian Sauerland) | 1930                                    | 20.11.2008       | 223              |
| Ehrenmal für deutsche Soldaten                                            | Ehrenmal für deutsche Soldaten                                            | Burgfriedhof e                               | Ehrenmal für die Gefallenen des 1. Weltkriegs (Karl und Franz Heise) | 1922                                    | 18.02.1987       | 224              |
| Grabmal Johann M. Ess                                                     | Grabmal Johann M. Ess                                                     | Burgfriedhof f                               | Grabmal (versetzt) | 1834                                    |                  | 237              |
| Grabmal Ph. Rosenmeyer                                                    | Grabmal Ph. Rosenmeyer                                                    | Burgfriedhof g                               | Grabmal (versetzt) | 1840                                    |                  | 238              |
| Grabmal Fam. Fischer und Böttrich                                         | Grabmal Fam. Fischer und Böttrich                                         | Burgfriedhof h                               | Grabmal (versetzt) | 1843                                    |                  | 239              |
| Grabmal Fam. Wiegand                                                      | Grabmal Fam. Wiegand                                                      | Burgfriedhof i                               | Grabmal(versetzt) | 1890                                    |                  | 240              |
| Grabmal Fam. Brennecke                                                    | Grabmal Fam. Brennecke                                                    | Burgfriedhof j                               | Grabmal (versetzt) | 1900                                    |                  | 241              |
| Grabmal Fam. Dodt                                                         | Grabmal Fam. Dodt                                                         | Burgfriedhof 1a                              | Grabmal | 1833                                    |                  | 226              |
| Grabmal Fam. Rosenmeyer                                                   | Grabmal Fam. Rosenmeyer                                                   | Burgfriedhof 1b                              | Grabmal | 1850                                    |                  | 227              |
| Grabmal Fam. Uffeln                                                       | Grabmal Fam. Uffeln                                                       | Burgfriedhof 1c                              | Grabmal | 1865                                    |                  | 228              |
| Grabmal Fam. Schulte-Faupel                                               | Grabmal Fam. Schulte-Faupel                                               | Burgfriedhof 1d                              | Grabmal | 1885                                    |                  | 225              |
| Grabmal Fam. Dammann                                                      | Grabmal Fam. Dammann                                                      | Burgfriedhof 2a                              | Grabmal | 1841                                    |                  | 229              |
| Grabmal Fam. Fischer und Neukirch                                         | Grabmal Fam. Fischer und Neukirch                                         | Burgfriedhof 2b                              | Grabmal | 1877                                    |                  | 231              |
| Grabmal Fam. Fischer und Bahrdt                                           | Grabmal Fam. Fischer und Bahrdt                                           | Burgfriedhof 4a                              | Grabmal | 1832                                    |                  | 230              |
| Grabmal Fam. Gödde                                                        | Grabmal Fam. Gödde                                                        | Burgfriedhof 9a                              | Grabmal | 1862                                    |                  | 231              |
| Grabmal Fam. Krewet                                                       | Grabmal Fam. Krewet                                                       | Burgfriedhof 9b                              | Grabmal | 1877                                    |                  | 233              |
| Grabmal Christine Püttmann                                                | Grabmal Christine Püttmann                                                | Burgfriedhof 11a                             | Grabmal | 1876                                    | 16.12.2016       | 234              |
| Grabmal R. und A. Fischer                                                 | Grabmal R. und A. Fischer                                                 | Burgfriedhof 12a                             | Grabmal | 1870                                    |                  | 235              |
| Sandsteinkreuz                                                            | Sandsteinkreuz                                                            | Burggraben 1 Karte                           | Grabmal | 1870                                    |                  | 317              |
| Wohnhaus                                                                  | Wohnhaus                                                                  | Bußdorfer Straße 4 Karte                     | kleines, zum Teil zweigeschossiges Fachwerkgiebelhaus quer vor einem größeren, Inschrift in Giebelschwelle: ANNO DOMINI 1657 DEN 28 JVLLI HABEN DIE EHELEVTHE IHS CORT ROLLIKEN VUND ENNEKE BERGOM GOTT... | 1657                                    | 30.04.1985       | 321              |
| Wohnhaus                                                                  | Wohnhaus                                                                  | Bußdorfer Tor 2 Karte                        | Wohnhaus mit Werkstatt | 1898                                    |                  | 320              |
| Scheune                                                                   | Scheune                                                                   | Delbrückstraße 1 Karte                       | Großer klassizistischer Scheunenbau mit zwei rundbogigen Einfahrten, Obergeschoss in Fachwerk, um 1840 | um 1840                                 | 30.04.1985       | 326              |
| Wohnhaus                                                                  | Wohnhaus                                                                  | Delbrückstraße 12 Karte                      | schmales zweigeschossiges Fachwerk-Traufenhaus mit Zwerchhaus, frühes 19. Jahrhundert | 1870                                    | 30.04.1985       | 327              |
| Wohnhaus                                                                  | Wohnhaus                                                                  | Delbrück 14 Karte                            | schmales zweigeschossiges Fachwerk-Traufenhaus, 18. Jahrhundert | 1800                                    | 30.04.1985       | 329              |
| Wohnhaus                                                                  | Wohnhaus                                                                  | Delbrück 16 Karte                            | Fachwerk-Traufenhaus, an der Schwelle des vorkragenden Obergeschosses Inschrift: DER HERR BEHÜTE DEN EINGANG UNDT AUSGANG CASPARUS ÖBIKE UNDT ANNA MARGARETA HEISELER HABEN DIS HAUS LASEN BAUEH ANNO 1747 DEN 17 JUNY | 1747                                    | 30.04.1985       | 328, 330         |
| Wohnhaus                                                                  | Wohnhaus                                                                  | Delbrück 18 Karte                            | zweigeschossiges Fachwerk-Traufenhaus, an der Obergeschoss-Schwelle zwischen Rocaillenschnörkeln Inschrift mit Chronogramm: saLVos faC nos serVos tVos DeVs Ita beneDIC nos qVoqVe haereDItatI tVae IOS.ÖIKEN.MGDED.EBERLE.ANO.1780 | 1789                                    | 08.05.1985       | 331,332          |
| Wohnhaus                                                                  | Wohnhaus                                                                  | Delbrück 26 Karte                            | zweigeschossiges Fachwerk-Traufenhaus, An der Obergeschoss-Schwelle Inschrift: BERNARDUS MÜLLER.ET.THERESIA BERKEN HAS.AEDES.AEDIFICARUNT. 27.AUGUST.1804 |                                         | 30.04.1985       | 333              |
| Wohnhaus                                                                  | Wohnhaus                                                                  | Delbrück 28a Karte                           | zweigeschossiges Fachwerk-Traufenhaus, Erdgeschoss links massiv erneuert, An der Obergeschoss-Schwelle Inschrift: DAS ALTE HAUS WAR NICHT FIEL MER WERTH.DURCH HÜLFE GOTTES EIN NEUES BESCHERT.ADOLPH ERENSTORF ELISABETH FLOREN ME PONI CURARUNT 1800 DEN 21 AUGUST | 1800                                    | 30.04.1985       | 334              |
| „Tegethoffs Mühle“                                                        | „Tegethoffs Mühle“                                                        | Delbrückstraße 48 Karte                      | mehrgeschoss. ehem. Mühlengebäude mit Wohnhaus und Speichern, überwiegend Kalkbruchstein, Ziegeleinfassungen an Fenstern und Türen, markanter Eckerker mit Spitzhelm zur Bernardistraße | 1909, Vorgängerbauten von 1624 und 1823 | 30.04.1985       | 335,336          |
| weitere Bilder                                                            | Jüdischer Friedhof                                                        | Emil-Herz-Platz                              | Friedhof der ehemaligen jüdischen Gemeinde Warburg | 1820 ff                                 | 03.05.1985       | 337-343          |
| Wasserhochbehälter                                                        | Wasserhochbehälter                                                        | Emil-Herz-Platz Karte                        | Wasserhochbehälter, bestehend aus Eingangsbau und gewölbter Wasserkammer, Planung: Walter Pfeffer, Halle/Saale | 1893                                    | 03.03.2020       | 348              |
| Pestkreuz                                                                 | Pestkreuz                                                                 | Gebrüder-Warburg-Platz Karte                 | Historisches Steinkreuz der Renaissance | 1578                                    | 16.01.2003       | 345              |
| Wohnhaus                                                                  | Wohnhaus                                                                  | Gebrüder-Warburg-Platz 2 Karte               | dreigesch. Fachwerkhaus mit Krüppelwalm | 1800                                    | 12.06.1985       | 344              |
| weitere Bilder                                                            | Ehrenmal für russische Soldaten                                           | Im Morschen Grund Karte                      | von russischen Soldaten errichtetes Denkmal zu Ehren der Gefallenen | 1945                                    | 11.10.1999       | 708              |
|                                                                           | Franzosenschanze                                                          | Gemarkung Warburg                            | Reste einer wahrscheinlich durch Franzosen im Zusammenhang mit der Schlacht bei Warburg errichteten Feldschanze. Kriegerdenkmal der Warburger Abteilung des Jungsturms zum Gedenken an seine 1914-1918 gefallenen Mitglieder. | 1760 und nach 1918                      |                  | 714              |
|                                                                           | Grenzsteine 22, 50, 51, 52, 53, 53A, 54, 54A, 54B, 64, 65,                | Gemarkung Warburg                            | historische Grenzsteine |                                         | 01.12.2008       |                  |
|                                                                           | Grenzsteine 55, 59, 60, 61, 222, 224, 225, 226.                           | Gemarkung Warburg                            | historische Grenzsteine |                                         | 18.02.2009       |                  |
|                                                                           | Grenzsteine 56, 57, 58, 215, 216, 217, 218, 219                           | Gemarkung Warburg                            | historische Grenzsteine |                                         | 05.03.2009       |                  |
|                                                                           | Grenzsteine an der Landesgrenze zu Hessen                                 | Gemarkung Warburg                            | historische Grenzsteine | 1700                                    | 06.10.1994       |                  |
| weitere Bilder                                                            | Holsterburg                                                               | Gemarkung Warburg Karte                      | | 1170                                    | 10.03.2019       | 712, 713         |
| BW                                                                        | Teufelskanzel                                                             | Gemarkung Warburg, Fl. 27, Fl.-St. 119 Karte | Teufelskanzel (auch Ruine Wiggelstein), Reste einer Landwehr der Stadt Warburg |                                         | 11.10.1994       | 710              |
| Eulenturm                                                                 | Eulenturm                                                                 | Gemarkung Warburg, Flur 24, Fl.-St. 179/539  | ehem. Landwehrturm der Stadt Warburg |                                         | 08.05.1985       | 709              |
| Graf-Dodiko-Brunnen                                                       | Graf-Dodiko-Brunnen                                                       | Graf-Dodiko-Weg Karte                        | Brunnen mit Sandsteinumfassung des 17. Jh., neugotische Mittelpfeiler mit Einläufen | 1650                                    | 20.12.1983       | 346, 347         |
| ehem. kaiserliches Postamt                                                | ehem. kaiserliches Postamt                                                | Hauptstraße 2 Karte                          | markantes Eckgebäude zur Bahnhofstraße, dreigeschossig, Neorenaissance-Fassade aus Klinker und Sandstein | 1892                                    | 07.07.1987       | 349, 350         |
| Wohngeschäftshaus, ehem. „Musikgeschäft Bussmann“                         | Wohngeschäftshaus, ehem. „Musikgeschäft Bussmann“                         | Hauptstraße 4 Karte                          | Wohngeschäftshaus des Historismus, Fassade aus gelbem Klinker und Sandstein | 1890                                    | 07.07.1987       | 352              |
| Wohngeschäftshaus                                                         | Wohngeschäftshaus                                                         | Hauptstraße 8 Karte                          | massives, zweigeschossiges Traufenhaus mit kleinem Zwerchhaus, Fenster mit Werksteingewänden, Erdgeschoss 1920–30 neoklassizistisch erneuert, Fachwerk-Hinterhaus | 1850                                    | 07.11.1983       | 351, 353         |
| Wohngeschäftshaus                                                         | Wohngeschäftshaus                                                         | Hauptstraße 11 Karte                         | dreigeschossiges Fachwerk-Traufenhaus mit Krüppelwalmen, die rechte Seite mit ehemaliger Durchfahrt nicht mehr vorhanden, Das Erdgeschoss für Ladennutzung verändert. Das 3.Obergeschoss ursprünglich als Speicher genutzt. Links geschnitzte Ecksäulen in den Obergeschossen, an der Obergeschoss-Schwelle Inschrift: HAS.AEDES.AEDIFICARI.FECERUNT.IODOCUS.VEHRING.ET.ANNA.CATHARINA.MULLER.CONIUGES.ANNO.1714.DEN.6.AUGUST | 1714                                    | 30.04.1985       | 354-355, 358-359 |
| Wohngeschäftshaus                                                         | Wohngeschäftshaus                                                         | Hauptstraße 17 Karte                         | stark umgebautes und zum Teil massiv erneuertes Fachwerkhaus mit verbrettertem Giebel. Erdgeschoss links 1891 erneuert, rechts über Ladeneinbau Rest der Fachwerkfront. In der Giebel-Vorkragung Inschrift: „DAN GOTT WIRT ALLE WERCK VORGe... WR DER SELB TAG WIRTS MICH NCLAR NIKOLAS ROREN VNDT GERDRVT SALMS“. In der Giebelspitze: 1690 und ein abgebildeter Schuh | 1690                                    | 30.04.1985       | 356-357          |
| Wohngeschäftshaus                                                         | Wohngeschäftshaus                                                         | Hauptstraße 25 Karte                         | dreigesch. Fachwerk-Giebelhaus mit Krüppelwalm | 1800                                    | 30.04.1985       | 361              |
| Wohngeschäftshaus                                                         | Wohngeschäftshaus                                                         | Hauptstraße 27 Karte                         | Fachwerk-Traufenhaus mit Mansarddach und breitem Zwerchgiebel, Erdgeschoss als Laden verändert, Ende 18. Jahrhundert | 1800                                    | 30.04.1985       | 356-357          |
| Wohngeschäftshaus                                                         | Wohngeschäftshaus                                                         | Hauptstraße 31 Karte                         | massives zweigeschossiges Giebelhaus mit Sandsteingewänden und Krüppelwalmen, im Obergeschoss Mauernische mit Madonna und Inschrift: „sub tuum praesidium confugimus“, 18. Jahrhundert | 1770                                    | 30.04.1985       | 363              |
| Wohngeschäftshaus                                                         | Wohngeschäftshaus                                                         | Hauptstraße 33 Karte                         | massiver verputzter Traufenbau mit profilierten Faschen und Eckpilastern | 1850                                    | 30.04.1985       | 366              |
| Wohngeschäftshaus                                                         | Wohngeschäftshaus                                                         | Hauptstraße 35 Karte                         | zweigeschossiges Fachwerk-Traufenhaus mit Mansarddach | 1765                                    | 30.04.1985       | 364              |
| Wohngeschäftshaus                                                         | Wohngeschäftshaus                                                         | Hauptstraße 37 Karte                         | zweigeschossiger Fachwerk-Traufenhaus mit Mansarddach, im Obergeschoss schmaler Fachwerkerker | 1850                                    | 30.04.1985       | 365              |
| Erasmus-Apotheke                                                          | Erasmus-Apotheke                                                          | Hauptstraße 46 Karte                         | gotisches, dreigeschossiges Fachwerk-Giebelhaus mit seitlich über Knaggen vorgragendem Speicherstock, Straßenfassaden um 1800 in schlichtem Fachwerk erneuert, dendrochronologisch auf 1521 datiert | 1521                                    | 30.04.1985       | 369-371, 374-376 |
| Wohngeschäftshaus, ehem. „Engelhardt“                                     | Wohngeschäftshaus, ehem. „Engelhardt“                                     | Hauptstraße 47 Karte                         | dreigeschossiges Renaissance-Fachwerkhaus mit vierfach vorkragender Giebelfront und doppelter Vorkragung der Traufseite, Fachwerk reich mit Schnür- und Perlrollen, Fächerrädern und Bibel-Inschriften beschnitzt, erbaut um 1550, Erdgeschoss in Fachwerk 1929 stilgerecht erneuert | 1580                                    | 30.04.1985       | 372-373, 377-378 |
| Wohngeschäftshaus Hauptstraße 50                                          | Wohngeschäftshaus Hauptstraße 50                                          | Hauptstraße 50 Karte                         | gotisches Fachwerk-Giebelhaus, Fassade im frühen 19. Jahrhundert in schlichtem Fachwerk erneuert, dendrochronologisch auf 1537 datiert | 1537                                    | 03.05.1985       | 379-382          |
| Wohngeschäftshaus                                                         | Wohngeschäftshaus                                                         | Hauptstraße 52 Karte                         | schmales Torhaus mit zwei Fachwerkspeichergeschossen, beschnitzte Schnürrolen-Füllhölzer, Fächerrädern und Inschriften, Torbogen mit Sandsteingewänden, später vergrößert | 1553                                    | 03.05.1985       | 383              |
| Wohngeschäftshaus „Bürobedarf Drawe“, vormals „Krewet“                    | Wohngeschäftshaus „Bürobedarf Drawe“, vormals „Krewet“                    | Hauptstraße 54                               | dreigesch. Wohngeschäftshaus, massiver Putzbau mit neobarocken Stuckelementen | 1912                                    | 16.12.1986       | 384              |
| Wohngeschäftshaus                                                         | Wohngeschäftshaus                                                         | Hauptstraße 56 Karte                         | dreigesch. Wohngeschäftshaus des 18. Jh, Klinkerfassade des späten 19. Jh. | 1706                                    | 11.12.2012       | 385-386          |
| Wohngeschäftshaus, ehem. „Brauereiausschank Kohlschein“                   | Wohngeschäftshaus, ehem. „Brauereiausschank Kohlschein“                   | Hauptstraße 60 Karte                         | zweigeschossiges, großes Fachwerk-Traufenhaus mit Mansarddach, frühes 19. Jahrhundert, Durchfahrt rechts, Zwerchhaus frühes 20. Jahrhundert | 1830                                    | 30.04.1985       | 387              |
| Geschäftshaus, ehem. „Kaufhaus Pielsticker“                               | Geschäftshaus, ehem. „Kaufhaus Pielsticker“                               | Hauptstraße 62 Karte                         | zweigeschossiges Fachwerk-Giebelhaus mit Mansarddach, heute Kaufhaus |                                         | 03.05.1985       | 388              |
| Wohngeschäftshaus, ehem. „Schreibwarengeschäft Werth“                     | Wohngeschäftshaus, ehem. „Schreibwarengeschäft Werth“                     | Hauptstraße 64                               | zweigeschossiges Fachwerkgiebelhaus mit Krüppelwalmgiebel, Erdgeschoss massiv erneuert | 1800                                    | 03.05.1985       | 389              |
| Wohngeschäftshaus, ehem. „Malergeschäft Theo Hartmann“                    | Wohngeschäftshaus, ehem. „Malergeschäft Theo Hartmann“                    | Hauptstraße 77 Karte                         | zweigeschoss. verputztes Giebelhaus des 19. Jh., dahinter mittelalterlicher, halbeingetiefter Gewölbekeller mit Mittelsäule | 1400                                    |                  | 390              |
| Wohngeschäftshaus, ehem. Niederlassung des Versandhauses „Quelle“         | Wohngeschäftshaus, ehem. Niederlassung des Versandhauses „Quelle“         | Hauptstraße 79 Karte                         | zweigesch. verputztes, giebelständiges Fachwerkhaus mit Mansarddach | 1800                                    | 30.04.1985       | 391              |
| Wohngeschäftshaus                                                         | Wohngeschäftshaus                                                         | Hauptstraße 81 Karte                         | dreigesch. Fachwerk-Giebelhaus des Historismus mit Walmdach und Zwerchhaus | 1800                                    | 30.04.1985       | 391              |
| Wohngeschäftshaus, ehem. „Brillen Breker“                                 | Wohngeschäftshaus, ehem. „Brillen Breker“                                 | Hauptstraße 83 Karte                         | dreigesch. giebelst. Fachwerkhaus | 1876                                    | 16.12.1986       | 393              |
| Wohngeschäftshaus, Gaststätte „Stadtkrug“                                 | Wohngeschäftshaus, Gaststätte „Stadtkrug“                                 | Hauptstraße 87 Karte                         | dreigeschossiges Fachwerktraufenhaus auf massivem Erdgeschoss, Ostgiebel mit Krüppelwalm, um 1830 | 1830                                    | 30.04.1985       | 394              |
| Wohnhaus des ehem. landwirtschaftlichen Betriebes „Urban & Blome“         | Wohnhaus des ehem. landwirtschaftlichen Betriebes „Urban & Blome“         | Hauptstraße 88 Karte                         | zweigeschossiger massiver Traufenbau mit Eckquadern, Gurtgesims und Werksteingewänden, Mansarddach mit Krüppelwalmen, am Sturz des profilierten Türrahmens Inschrift: „Joh. Urban 1838 Marg. Blome“, rechts Durchfahrtbogen | 1838                                    | 30.04.1985       | 395              |
| Wohngeschäftshaus, ehem. Gaststätte „Papenheimer Hof“                     | Wohngeschäftshaus, ehem. Gaststätte „Papenheimer Hof“                     | Hauptstraße 90 Karte                         | dreigeschossiges Fachgiebelhaus mit vorkragendem Speicherstock, Krüppelwalmen, profilierten Balkenköpfen und geriffelte Füllbrettern, um 1700 | 1700                                    | 30.04.1985       | 396              |
| Wohnhaus                                                                  | Wohnhaus                                                                  | Hinter der Mauer Nord 32 Karte               | eingesch. Fachwerkhaus | 1830                                    | 06.09.1990       | 397              |
| Wohnhaus                                                                  | Wohnhaus                                                                  | Hinter der Mauer Süd 10/12 Karte             | Fachwerkdoppelhaus in Traufstellung, dreifach auskragende Giebelseiten, Fassaden zum Teil verschiefert, um 1700 | 1676                                    | 30.04.1985       | 398, 400         |
| Stadthalle, ehem. Schützenhalle                                           | Stadthalle, ehem. Schützenhalle                                           | Hüffertstraße 2 Karte                        | große, dreischiffige Festhalle aus Nadelholzfachwerk im Schweizerstil, basilikale Konzeption mit Oberlichtern, niedrigeren Seitenschiffen, mittigem Querhaus und apsisähnlichen Anbauten an beiden Enden. | 1888                                    | 05.09.1983       | 401, 402         |
| Krankenhauskapelle des ehem. St. Petri-Hospitals                          | Krankenhauskapelle des ehem. St. Petri-Hospitals                          | Hüfertstraße 50 Karte                        | ehem. Krankenhauskapelle, aus ihrem ursprünglichen Zusammenhang gelöst, neobarocke Konzeption mit Walmdach und Dachreiter, innen Orgelempore, heute als Veranstaltungsraum genutzt | 1924                                    | 10.02.2016       | 399-403          |
| ehem. Hinterhaus zu Kalandstraße 13                                       | ehem. Hinterhaus zu Kalandstraße 13                                       | Hundegasse 2 Karte                           | zweigesch. Fachwerkhaus auf hohem Steinsockel, Keller mit Kreuzgratgewölbe | 1600                                    | 28.11.1988       | 489              |
| Volswet-Haus                                                              | Volswet-Haus                                                              | Hundegasse 8 Karte                           | Reste eines Steinhauses aus dem 15. Jh. mit ehem. Rundbogenportal und spätgotischen Fenstern, 1588 erneuert und mit Inschrifttafel versehen, OG mit neugotischem Fachwerk und Eck-Erker zweigeschossiger Eckbau um 1900 | 1450                                    | 29.04.1985       | 404-405          |
| Wohnhaus                                                                  | Wohnhaus                                                                  | Ikenberg 6                                   | eingesch. Fachwerktraufenhaus | 1560                                    | 07.11.1983       | 407              |
| Wohnhaus                                                                  | Wohnhaus                                                                  | Ikenberg 7 Karte                             | zweigesch. Fachwerkgiebelhaus mit Zwerchhaus, links im 19. Jh erweitert | 1566                                    | 17.12.1985       | 408-409, 411     |
| Wohnhaus                                                                  | Wohnhaus                                                                  | Ikenberg 8 Karte                             | eineinhalbgeschossiges Fachwerktraufenhaus mit Zwerchhaus, 18. Jahrhundert | 1700                                    | 07.11.1983       | 410, 412         |
| Wohnhaus                                                                  | Wohnhaus                                                                  | Ikenberg 9 Karte                             | zweigesch. Fachwerkgiebelhaus mit Krüppelwalm | 1521                                    | 30.04.1985       | 413              |
| Wohngeschäftshaus, „Gasthof zur Alm“                                      | Wohngeschäftshaus, „Gasthof zur Alm“                                      | Ikenberg 16 Karte                            | Fachwerk-Traufenhaus mit Krüppelwalmen, Front verschiefert | 1800                                    | 30.04.1985       | 414              |
| Wohnhaus                                                                  | Wohnhaus                                                                  | Ikenberg 19 Karte                            | Fachwerk-Traufenhaus mit Zwerchhaus, um 1800 | 1870                                    | 30.04.1985       | 415              |
| Wohnhaus, „Rattenburg“                                                    | Wohnhaus, „Rattenburg“                                                    | Josef-Kohlschein-Straße 1 Karte              | zweigeschossiges, dreischiffiges Giebelhaus mit dreifach vorkragendem, in den beiden oberen Geschossen verbrettertem Giebel. Links ausluchtartiger Ausbau im ersten Obergeschoss, Füllhölzer und Schwellen mit gedrehten Perlschnüren und Inschriften beschnitzt. Giebelspitze: „LENSGEST.GELOEPEN.VND:GEGESSEN.IST...IM:ENDE.NI.DE:KOST.GEWVNE“, darunter: „WER.NUR.DEM.LEVEN.GODT.FOR.TRVWET.DER.HAT.WOLGEBOVWET.ALLE.DE.MIE.KENNEN.DEN.GIVWE.GODT.WAT.SE.MI.GVUNNEN“, Giebelschwelle: „KVM.DIR.EIN.GAST.SO.SO.SET.EM.FÜR.WAS.DU.HAST.IS.HE.REDLICH.VND.WOLGEMOTH.SO.NIMMET.HE.KEISE.VND.BRODT.BORG.VND.LAND.BEWAHR.VNS.GODT..FOR.FEVER.VND.BRAND.BIS.ICK.HORT.IM.HIMMEL.FAND“, Ausluchtschwelle: „BOWEN.IST.LVST.ET.KOSTET.FEL.DAT.HAEBE.ICK.NICH.GEWUST.PROBATV“ Torbogen: „ANNO.1600“, Kellerfenstersturz traufseitig datiert 1622 | 1600                                    | 30.04.1985       | 417-419          |
| Wohnhaus                                                                  | Wohnhaus                                                                  | Josef-Kohlschein-Straße 3 Karte              | zweigesch. Fachwerk-Traufenhaus mit Zwerchhaus | 1850                                    | 07.07.1987       | 421              |
| weitere Bilder                                                            | Kirche der Altstadt St. Mariae Heimsuchung                                | Joseph-Kohlschein-Straße 8 Karte             | zweijochige, dreischiffige Hallenkirche mit halbeingezogenem Westturm und Sakristei, reiche Ausstattung | 1287–1297                               | 24.04.1985       | 422-446          |
| Geschäftshaus „Alte Brennerei“                                            | Geschäftshaus „Alte Brennerei“                                            | Josef-Kohlschein-Straße 14                   | Massives, zweigesch. ehem. Produktions- und Lagergebäude, zu Bürozwecken umgebaut | 1850                                    | 06.09.1990       | 447              |
| Wohngeschäftshaus „Metzgerei Balluff“                                     | Wohngeschäftshaus „Metzgerei Balluff“                                     | Josef-Kohlschein-Straße 20 Karte             | ursprünglich dreigeschossiges und dreischiffiges Fachwerk-Giebelhaus, in Ständern Reste eines gotischen Portalprofils, Speicherstock um 1930 abgebrannt und durch vorhandenen verschieferten Krüppelwalmgiebel ersetzt, Mitte 16. Jahrhundert | 1555                                    | 30.04.1985       | 448-449, 459     |
| weitere Bilder                                                            | Wohnhaus, ehem. Goldschmidt                                               | Josef-Kohlschein-Straße 28 Karte             | dreigeschossiges, zweischiffiges gotisches Fachwerkhaus, Speicherstock und Giebel auf Knaggen vorkragend, Speicherstockbrüstung traufseitig mit gebogenen Fußstreben, rückwärtiger Teil im 19. Jahrhundert in Fachwerk erneuert, spitzbogiger Eingang mit profilierten Balken im 19. Jahrhundert durch zweiflüglige Biedermeiertür mit Oberlicht verändert, darüber Inschrift: „completum.expensis.honesti.Johannis Assöer Anno M.ccccc.xxxviii.iiiixx maii“ (vollendet auf Kosten des ehrenhaften Johannes Assöer am 16. Mai 1538) | 1538                                    | 30.04.1985       | 453-458          |
| Wohnhaus „Jagersma“                                                       | Wohnhaus „Jagersma“                                                       | Josef-Kohlschein-Straße 30 Karte             | dreigeschossiges Fachwerkhaus über mittelalterlichem Keller, ursprünglich zu Nr. 28 gehörig | 1850                                    | 30.04.1985       | 459              |
| Wohnhaus                                                                  | Wohnhaus                                                                  | Josef-Kohlschein-Straße 31 Karte             | Breites Fachwerk-Traufenhaus mit vorkragenden Stockwerken, profilierten Füllhölzern und geschnitzten Ecksäulen, im Fach verbrettertes Zwerchhaus mit Luke, über der Rechtecktür Inschrift: „Anno 174?, 20 Iuny“ | 1744                                    | 30.04.1985       | 461-462          |
| Wohnhaus                                                                  | Wohnhaus                                                                  | Josef-Kohlschein-Straße 32 Karte             | Fach-Giebelhaus des frühen 19. Jahrhunderts | 1800                                    |                  | Status unklar    |
| Wohnhaus                                                                  | Wohnhaus                                                                  | Josef-Kohlschein-Straße 34 Karte             | zweigesch. Fachwerk-Giebelhaus mit vorkragendem Giebel, 18. Jahrhundert | 1600                                    | 03.05.1985       | 460              |
| Wohnhaus                                                                  | Wohnhaus                                                                  | Josef-Kohlschein-Straße 36 Karte             | dreigeschossiges Fachwerk-Giebelhaus mit Zierschnitzereien an den Füllhölzern und Fächerrosetten, um 1600 | um 1600                                 | 30.04.1985       | 464              |
| Wohnhaus                                                                  | Wohnhaus                                                                  | Josef-Kohlschein-Straße 38 Karte             | zweigesch. Fachwerk-Traufenhaus | 1850                                    | 30.04.1985       | 456              |
| Doppelwohnhaus                                                            | Doppelwohnhaus                                                            | Josef-Kohlschein-Straße 40–42 Karte          | Fachwerk-Traufenhaus mit Mansarddach, Erdgeschoss massiv erneuert, Im Obergeschoss eingemauerte Brüstungsplatte mit Wappen und Hausmarke, darunter Inschrift: „Curt Schlicker“ | 1800                                    | 30.04.1985       | 466              |
| Gartenmauer                                                               | Gartenmauer                                                               | Josef-Wirmer-Straße 9 Karte                  | Gartenmauer mit zwei barocken Wappensteinen „von Reussen“ | 1700                                    |                  | 467-468          |
| Wohnhaus                                                                  | Wohnhaus                                                                  | Josef-Wirmer-Straße 15 Karte                 | zweigesch. Fachwerk-Traufenhaus | 1851                                    | 28.01.1988       | 469, 471         |
| Doppelwohnhaushälfte                                                      | Doppelwohnhaushälfte                                                      | Josef-Wirmer-Straße 18 Karte                 | zweigeschoss. Doppelhaushälfte mit Nr. 20, Fachwerk | 1860                                    | 12.12.2012       | 470              |
| Doppelwohnhaushälfte                                                      | Doppelwohnhaushälfte                                                      | Josef-Wirmer-Straße 20 Karte                 | zweigeschoss. Doppelhaushälfte mit Nr. 18, Fachwerk | 1860                                    | 04.11.1983       | 472              |
| Wohn-Geschäftshaus ehem. „Sportgeschäft Thöns-Feuerborn“                  | Wohn-Geschäftshaus ehem. „Sportgeschäft Thöns-Feuerborn“                  | Josef-Wirmer-Straße 31 Karte                 | Fachwerkgiebelhaus des Historismus mit massivem, einachsigem seitlichem Anbau, Giebel vierfach vorkragend, Schwellen und Füllhölzer profiliert | 1911                                    | 29.04.1985       | 473              |
| weitere Bilder                                                            | Wohngeschäftshaus „Hirschapotheke“                                        | Kalandstraße 5 Karte                         | großes Steinhaus mit umgebautem Staffelgiebel zur Straße, 1843 verputzt und mit klassizistisch profilierten Faschen, Verdachungen und Puttenmedaillons versehen, vergoldeter Hisch über dem Aupteingang. Seiteneingang mit klassizistischer Haustür, Wappen und Datum „1705“. Hinterhaus aus Fachwerk auf hohem Kellersockel, Obergeschoss und Rückgiebel über Knaggen kräftig vorkragend, dendrochronogisch auf 1553 datiert, Gartenmauer mit rechteckigem Werksteinportal, im Sturz Wappen und die Jahreszahlen der Umbauten 1706 und 1843 | 1452                                    | 29.04.1985       | 474-484          |
| Steinwerk des Pfarrhauses                                                 | Steinwerk des Pfarrhauses                                                 | Kalandstraße 8 Karte                         | Steinwerk des Pfarrhauses mit zwei durch fialenartige Aufsätze bekrönte Staffelgiebel, kleine Fenster mit Blocksteingewänden, an Südwand Dachansatz des abgebrochenen Vorderhauses und ehemaligem Durchgang zu dessen Obergeschoss, um 1300, Ostwand in den 1920er-Jahren durch moderne Rasterfassade ersetzt. | 1400                                    | 29.04.1985       | 484-486          |
| ehem. Kaplanei der Neustädter Kirchengemeinde                             | ehem. Kaplanei der Neustädter Kirchengemeinde                             | Kalandstraße 9 Karte                         | neugotischer Fachwerkbau mit Erdgeschoss aus massivem Wesersandstein, Fachwerkerker, Marienfigur im 1. OG, vorkragender Giebel mit Krüppelwalm, Architekt Eduard Endler, Köln. | 1909                                    | 10.02.2016       | 487              |
| Hotel und Gaststätte „Alt-Warburg“                                        | Hotel und Gaststätte „Alt-Warburg“                                        | Kalandstraße 11 Karte                        | dreischiffiges, dreigeschossiges gotisches Fachwerkhaus mit auf Knaggen kräftig vorkragendem Speicherstock und Giebel, Türständer mit gotischem Profilen, Sturz mit neuer Inschrift um 1980 rekonstruiert, Inschrift auf den beiden mittleren Knaggen: „Joan Kanne“, dendrochronologisch datiert auf 1520 | 1520                                    | 29.04.1985       | 488, 489         |
| Wohnhaus ehem. „Fam. Weidner“                                             | Wohnhaus ehem. „Fam. Weidner“                                             | Kalandstraße 13 Karte                        | Zweigesch. Wohngeschäftshaus, verputztes Fachwerk mit klassizistischem Dekor | 1850                                    | 28.11.1988       | 489, 491         |
| Wohngeschäftshaus „Friseur Börnecke“                                      | Wohngeschäftshaus „Friseur Börnecke“                                      | Kalandstraße 15 Karte                        | dreigesch. Wohngeschäftshaus, massiver Putzbau mit Fassadenstuck, Architekt Wilhelm Menne. | 1912                                    | 06.09.1990       | 492-493          |
| Wohngeschäftshaus                                                         | Wohngeschäftshaus                                                         | Kalandstraße 17 Karte                        | Dreigesch. Wohngeschäftshaus mit Eckerker, Balkon mit Gußeisengeländer und Fassadendekor mit Quaderimitationen aus Holz | 1870                                    | 14.07.1998       | 494-496          |
| weitere Bilder                                                            | ehemaliges Zolltor                                                        | Kasseler Straße 5 Karte                      | ehemaliger Zollabfertigungsschuppen mit Durchfahrt, versetzt. Das zugehörige klassizistische Torschreiber- und Zollhaus wurde in den 1970er-Jahren zugunsten des Fernmeldeamtes abgebrochen | 1830                                    |                  |                  |
| weitere Bilder                                                            | „Villa May“                                                               | Kasseler Straße 10                           | zweigesch. klassizistische Villa mit Mittelrisalit und Neorenaissance-Dekorationen | 1880                                    | 27.03.1986       | 497              |
| weitere Bilder                                                            | „Villa Berg“                                                              | Kasseler Straße 26 Karte                     | Jugendstilvilla, erbaut durch Hugo Berg und Mary Berg, geb. May | 1908                                    | 07.07.1987       | 498-501          |
| „Villa Todt“                                                              | „Villa Todt“                                                              | Kasseler Straße 28 Karte                     | zweigesch. Villa, bewohnt von Bürgermeister von Schildt, Architekt: Anton Todt | 1907                                    | 07.07.1987       | 502              |
| ehem. Amt Warburg                                                         | ehem. Amt Warburg                                                         | Kasseler Straße 38 Karte                     | zweigesch. repräsentatives Verwaltungsgebäude des ehem. Amt Warburg, Architekt: Alfred Sasse | 1911                                    | 09.05.1986       | 503-504          |
| weitere Bilder                                                            | Kirche der Neustadt St. Johann Baptist                                    | Neustädter Marktplatz Karte                  | 3-schiffige frühgotische Hallenkirche, mit hohem Westturm, spätgotischem Hochchor, Sakristei, Seitenkapellen und reicher Ausstattung | um 1250, Chor 1366–1430                 | 24.04.1985       | 505-531          |
| Wohnhaus                                                                  | Wohnhaus                                                                  | Kirchplatz 3 Karte                           | zweigesch. massives Wohnhaus des 19. Jh., mit mittelalterlichem Keller und spitzbogiger Tür | 1400                                    | 10.02.2016       |                  |
| Wohnhaus                                                                  | Wohnhaus                                                                  | Kirchplatz 5 Karte                           | Wohnhaus mit mittelalterlichem Keller | 1400                                    | 10.02.2016       |                  |
| Wohnhaus                                                                  | Wohnhaus                                                                  | Klockenstraße 5 Karte                        | zweigeschossiger Traufenhaus, an der Obergeschoss-Schwelle Inschrift: „ANTON.SCHAPER.MARIA.ELISABETH.ANLAGE.HAS.AEDES.CONDIDERUNT.ANNO.1799.DIE.4.JULY“ | 1788                                    | 29.04.1985       | 532              |
| weitere Bilder                                                            | Wohnhaus, ehem. „Dionysius Hartmann“                                      | Klockenstraße 7 Karte                        | gotisches, dreigeschossiges Fachwerk-Giebelhaus mit vorkragendem Speicherstock, ursprünglicher Giebel um 1800 durch steilem Vollwalm ersetzt, Vorderhaus verputzt und mit Biedermeiertür versehen, zweigeschossiges Saalgeschoss-Hinterhaus auf hohem Kellersockel, Obergeschoss und Rückgiebel über gekehlte Knaggen weit vorkragend, Traufe mit weitem Überstand auf Kopfbändern. Einige Fenster mit Blockzargen, Klappen und Lüftungsgitter des 16. Jh. erhalten. Im Dachraum Firstsäulenkonstruktion mit noch vorhandenem Förderrad. | 1531                                    | 29.04.1985       | 533-540          |
| weitere Bilder                                                            | ehem. „Altstädter Brauhaus“                                               | Klockenstraße 8 Karte                        | zweigeschossiger, massiverer Traufenbau mit klassistischer Stuckzier, Eckverquaderung, Gurt-, Brust- und Kranzgesimesen, profilierten Fensterfaschen mit Verdachungen, frühere Freitreppe eingezogen, erbaut als Brauhaus mit Gaststätte um 1870, nach 1943 Verwaltungsgebäude der Fa. Brauns-Heitmann. | 1870                                    | 09.05.1986       | 542              |
| Wohnhaus eines ehem. landwirtschaftlichen Betriebes                       | Wohnhaus eines ehem. landwirtschaftlichen Betriebes                       | Klockenstraße 19 Karte                       | dreigeschossiges Fachwerkgiebelhaus in reiner Stockwerksbauweise, Front fünffach vorkragend, gerundete Füllhölzer, Schrägstreben in den Brüstungen, Giebel verbrettert, Inschriften: Im Giebel: „IHS, Soli Deo Gloria“, darunter: „In GROSEM.GELVCKE.ERHEBE.DICH.NICHT.IN.VNGELVCKE.VERZAGE.NICHT.GOTT.IST.ALEINE.DER.MAN.WELCHER.GELVCKE.VNDT.VNGELVCKE.WENDEN.KAN“, darunter: „NIEMAL.IEMAND.VERLASSEN.IST.DER.EIN.VERTRAVEN.HAT.AVUFF.JESUM.CHRIST.WILHELM.EGEL.VNDT.ELISABETHA.HAGEMAN.HABEN.AVFF.GOTT.VERTRAVET.VND.DIESES.HAVS.GEBAVET.ANO.1700.DEN.31.AVGVSTI“ | 1700                                    | 29.04.1985       | 541              |
| weitere Bilder                                                            | Neues Dominikanerkloster mit Klosterkirche Mariä Himmelfahrt              | Klosterstraße 10 Karte                       | Neugotische Klosteranlage mit Kirche, Konventgebäuden, Kreuzgang und ehem. Klostergarten, heute Sitz des syrisch-orthodoxen Patriarchen | 1905                                    | 08.05.1985       | 544-551          |
| „Villa Hagemann“                                                          | „Villa Hagemann“                                                          | Kuhlemühler Weg 1                            | zweigesch. Villa mit verputztem Backsteinbau mit Mansardwalmdach, Architekt F. Lücke, | 1913                                    | 27.04.2012       | 105, 552         |
| Austermühle                                                               | Austermühle                                                               | Kuhlemühler Weg 8 Karte                      | mittelalterliches, massives Mühlengebäude, dreigeschossig, OG teilw. Fachwerk, Inschrifttafel aus Sandstein mit dem Warburger Stadtwappen und der Inschrift: „REPARATA ANNO DM 1557 DEN 12.AUG.“ | um 1300                                 | 03.03.2020       | 554-555          |
| Wohngeschäftshaus mit Gaststätte Eckmänneken                              | Wohngeschäftshaus mit Gaststätte Eckmänneken                              | Lange Straße 2 Karte                         | ehemaliges Amtshaus der Bäckergilde, ursprünglich dreischiffiges, dreigeschossiges Fachwerk-Giebelhaus mit über gekehlte Knaggen vorkragendem Speicherstock und Giebel, vollplastisch geschnitzte Eckfiguren, Andreaskreuze in den Brüstungen, Inschrift in der Obergeschossschwelle: „anno.dm.m°cccc°Lxx° ....margarethe hec domus est aedificata“, nach der Zerstörung 1965 vollständig rekonstruiert. Hinterhaus ehemaliger Saalgeschossbau in Fachwerk auf Kellersockel mit Renaissanceverzierungen und Inschrift: „1560“ | 1471                                    | 29.04.1985       | 558-563          |
| Wohnhaus eines ehem. landwirtschaftlichen Betriebes                       | Wohnhaus eines ehem. landwirtschaftlichen Betriebes                       | Lange Straße 3 Karte                         | Giebelständiges, zweigesch. Wohnhaus, Ziegelsteinfassade, Traufwände in Fachwerk | 1820                                    | 09.01.2012       | 564              |
| Wohngeschäftshaus , ehem. „Bäckerei Boes“, danach Pension „Backsteinhaus“ | Wohngeschäftshaus , ehem. „Bäckerei Boes“, danach Pension „Backsteinhaus“ | Lange Straße 6 Karte                         | Giebelständiges, zweigesch. Wohngeschäftshaus mit gestalteter Ziegelsteinfassade | 1870                                    | 11.01.2012       | 566              |
| Wohngeschäftshaus, ehem. Buchbinderei „Holtgreve“                         | Wohngeschäftshaus, ehem. Buchbinderei „Holtgreve“                         | Lange Str. 8 Karte                           | zweigesch. giebelständiges Wohngeschäftshaus, EG massiv, OG in neugotischem Fachwerk | 1899                                    | 07.04.2008       | 567 Wikidata     |
| Wohngeschäftshaus, ehem. „Krewet“                                         | Wohngeschäftshaus, ehem. „Krewet“                                         | Marktstraße 10 Karte                         | zweigesch. verputztes Fachwerkhaus mit Mansarddach, Erker am Giebel mit Renaissance-Reliefs aus dem abgebrannten Haus Krewet Hauptstraße 54 | 1800                                    | 03.03.2020       | 569              |
| Wohngeschäftshaus, „Schuhhaus Pennig“                                     | Wohngeschäftshaus, „Schuhhaus Pennig“                                     | Marktstraße 18 Karte                         | dreigeschossiges Wohn-Geschäftshaus in Fachwerk mit Krüppelwalmdach, klassizistische Fensterbedachungen im 1. Obergeschoss, Giebelfassade zur Marktstraße ursprünglich verputzt. | 1862                                    | 16.10.2019       | 571              |
| Wohngeschäftshaus, ehem. „Hutgeschäft Reineke“                            | Wohngeschäftshaus, ehem. „Hutgeschäft Reineke“                            | Marktstraße 19 Karte                         | zweigesch. Fachwerkhaus mit Mansarddach | 1862                                    | 17.12.1986       | 572              |
| Nepomuk-Figur                                                             | Nepomuk-Figur                                                             | Neues Tor 1 Karte                            | lebensgroße Figur des hl. Nepomuk auf Steinsockel, Sandstein, | 1725                                    | 17.12.1986       | 577              |
| Entenbrunnen                                                              | Entenbrunnen                                                              | Neues Tor 2 Karte                            | Brunnenanlage aus Sandstein, Bildhauser: Christian Sauerland | 1929                                    |                  | 576              |
| ehem. Altstädter Bahnhof, danach Wohnhaus „Honsel“                        | ehem. Altstädter Bahnhof, danach Wohnhaus „Honsel“                        | Neues Tor 24 Karte                           | ehem. zweigesch. Bahnhofsgebäude, Schweizer Stil mit reichgeschmückten Holzverzierungen und Verschieferungen | 1890                                    | 06.05.1985       | 573-575          |
| Eisenhoidtbrunnen                                                         | Eisenhoidtbrunnen                                                         | Neustädter Marktplatz Karte                  | Neoklassischer sechseckiger Brunnen mit erhöhter Brunnenschale, darüber sitzende Figur des Kupferstechers Anton Eisenhoidt, Bildhauer: Franz Heise. | 1913                                    | 30.09.2004       | 495              |
| Wohngeschäftshaus                                                         | Wohngeschäftshaus                                                         | Paderborner Tor 92 Karte                     | zweigesch. Fachwerkbau mit massiver Giebelfassade, linke Traufseite Stadtmauer | 1850                                    | 17.12.1986       | 578              |
| Wohnhaus                                                                  | Wohnhaus                                                                  | Paderborner Tor 100 Karte                    | zweigesch. Wohnhaus mit historistisch gestalteter Klinkerfassade | 1890                                    | 14.07.1998       | 579, 582         |
| weitere Bilder                                                            | Delphinbrunnenhaus                                                        | Paderborner Tor 101 Karte                    | Station der Wasserversorgung mit gestaltetem Delphinbrunnen | 1925                                    | 05.12.2007       | 318-319          |
| Wohngeschäftshaus, heute Gaststätte „Teutonenburg“                        | Wohngeschäftshaus, heute Gaststätte „Teutonenburg“                        | Paderborner Tor 108 Karte                    | ehem. landwirtschaftliche Hofanlage aus zweigesch. Gutshaus mit Mansarddach, dahinter ein von ehem. Scheunen und Ställen eingefasster ehem. Wirtschaftshof, Kalkbruchstein mit Sandsteingewänden, | 1882                                    | 27.03.1986       | 580-581          |
| Doppelwohnhaus                                                            | Doppelwohnhaus                                                            | Paderborner Tor 112-114 Karte                | zweigesch. Wohngebäude aus Backstein | 1893                                    | 15.07.1998       | 583-584          |
| ehem. jüdische Schule                                                     | ehem. jüdische Schule                                                     | Papenheimer Straße 8 Karte                   | | 1908                                    | 24.05.2004       | 585              |
| Wohngeschäftshaus                                                         | Wohngeschäftshaus                                                         | Pottgasse 17 Karte                           | eingesch. Massivhaus mit Zwerchhaus und Werkstattanbau | 1901                                    | 05.03.2002       | 586              |
| weitere Bilder                                                            | Amtsgericht Warburg                                                       | Puhlplatz 1 Karte                            | dreigesch. Backsteinbau des preußischen Historismus, flachgeneigtes Walmdach, Mittelrisalit mit Schildgiebel | 1860–1862                               | 28.12.1983       | 587              |
| Wohnhaus                                                                  | Wohnhaus                                                                  | Rotthof 4 Karte                              | zweigesch. giebelständiges Fachwerkhaus |                                         | 13.06.1985       | 588              |
| Wohnhaus                                                                  | Wohnhaus                                                                  | Rotthof 6                                    | eingesch. Fachwerk-Hinterhaus auf hohem Kellersockel | 1600                                    |                  | 589              |
| Wohnhaus                                                                  | Wohnhaus                                                                  | Rotthof 13 Karte                             | zweigesch. Fachwerkhaus mit Hinterhaus und ehem. Deele | 1600                                    |                  | 590              |
| Wohnhaus                                                                  | Wohnhaus                                                                  | Rotthoff 21 Karte                            | Fachwerkgiebelhaus mit vorkragendem Obergeschoss und verbrettertem Giebel, an der Obergeschossschwelle Inschrift: „IESUS.MARIA.JOSEPHUS.ANNO 1721.16TA MAY ME FIERI.FECIT.IACOBUS KREWET.CUM CONIUGE.SUA.ANNA CATHARINA.HÖNERVOGT“ | 1721                                    | 03.05.1985       | 591-592          |
| Wohnhaus, ehem. Gaststätte „Brauner Hirsch“                               | Wohnhaus, ehem. Gaststätte „Brauner Hirsch“                               | Sackstraße 1 Karte                           | spätgotisches, traufständiges Fachwerkhaus mit vorkragendem Speicherstock, spitzbogige Eingangstür zum Kirchplatz, Hinterhaus mit gestalteten Brüstungsbohlen, Giebel zur Sackstraße mit angeblatteten Verschwertungen. | 1477                                    | 07.11.1983       | 593              |
| Doppelwohnhaus                                                            | Doppelwohnhaus                                                            | Sackstraße 5-7 Karte                         | traufständiges Doppelhaus aus Fachwerk, mit zwei Freitreppen am hohen Kellersockel | 1800                                    | 12.06.1985       | 589-590          |
| Wohnhaus                                                                  | Wohnhaus                                                                  | Sackstraße 9 Karte                           | traufständiges Wohnhaus mit hohem Kellersockel, darüber Fachwerk | 1800                                    | 30.04.1985       | 596              |
| Wohnhaus                                                                  | Wohnhaus                                                                  | Sackstraße 11 Karte                          | dreigeschossiges, zweischiffiges Fachwerkgiebelhaus mit dreifach vorkragender Front, im Obergeschoss links flacher, ausluchtartiger Vorbau, Füllbretter zum Teil gekehlt, Schwellen und Balkenköpfe profiliert, im Speicher Holzgitter und Klappläden, die gemalte Jahreszahl 1563 erscheint plausibel | 1563                                    | 30.04.1985       | 597              |
| Wohnhaus                                                                  | Wohnhaus                                                                  | Sackstraße 18 Karte                          | zweigeschossiges Fachwerkgiebelhaus mit Krüppelwalm, Obergeschoss leicht vorgekragt, 18. Jahrhundert | 1850                                    | 30.04.1985       | 598              |
| Wohnhaus                                                                  | Wohnhaus                                                                  | Sackstraße 19 Karte                          | zweigeschossiges Fachwerktraufenhaus mit Freitreppe, um 1850 |                                         |                  | 599              |
| Wohnhaus                                                                  | Wohnhaus                                                                  | Sackstraße 21 Karte                          | zweigeschossiges Fachwerktraufenhaus mit Krüppelwalmen, schmale seitliche Durchfahrt, Biedermeierhaustüren mit Oberlichtern, um 1850 | 1850                                    | 30.04.1985       | 600, 602         |
| Wohnhaus                                                                  | Wohnhaus                                                                  | Sackstraße 25 Karte                          | kleines Fachwerktraufenhaus, innen mit zweigeschossiger Deele, um 1800 | 1805                                    | 30.04.1985       | 603-604          |
| Wohnhaus, ehem. Karl Sauerland                                            | Wohnhaus, ehem. Karl Sauerland                                            | Schützenzaun 3 Karte                         | traufständiges Fachwerkhaus, 1961 stark erneuert, Architekt: Ulrich Volmert |                                         |                  | 605              |
| weitere Bilder                                                            | Wohnhaus, ehem. Klaus Schulz                                              | Schützenzaun 5 Karte                         | Fachwerkhaus in Hanglage mit mehrfach vorkragendem Giebel | 1534                                    | 02.05.1985       | 607-608          |
| Steinhaus zur Bernhardistraße 23                                          | Steinhaus zur Bernhardistraße 23                                          | Schwerte 4 Karte                             | Hinterhaus zur Bernhardistraße 23, traufständiges Steinwerk des 15. Jahrhunderts mit zwei hohen, dreistufigen Staffelgiebeln, ursprünglich dreigeschossig, kleine Rechteckfenster mit abgefasten Gewänden, innen Reste eines Wandkamines | 1400                                    | 29.04.1985       | 275, 278         |
| Doppelwohnhaushälfte                                                      | Doppelwohnhaushälfte                                                      | Schwerte 6 Karte                             | rechter Teil eines traufständigen Fachwerk-Doppelhauses mit leicht vorkragendem Speicherstock, im EG klassizistisch umgebaut, Speicherstock-Schwelle mit Inschrift: „.BENEDICTIO DOMINI.CREDENTES.ALIT.ET SUSTENTAT.ANNO.1715. TVUTORES PVPILLORVUM CONRADI MOLLERS ME RESTAVRARI FECERUNT.“ | 1715                                    | 03.11.1983       | 611              |
| Doppelwohnhaushälfte                                                      | Doppelwohnhaushälfte                                                      | Schwerte 8 Karte                             | linker Teil eines traufständigen Fachwerk-Doppelhauses mit leicht vorkragendem Speicherstock, noch mit originaler Dreigeschossigkeit, Speicherstock-Schwelle mit Inschrift: „.BENEDICTIO DOMINI.CREDENTES.ALIT.ET SUSTENTAT.ANNO.1715. TVUTORES PVPILLORVUM CONRADI MOLLERS ME RESTAVRARI FECERUNT.“ | 1715                                    | 07.11.1983       | 609              |
| Wohnhaus                                                                  | Wohnhaus                                                                  | Schwerte 9 Karte                             | Hinterhaus zu Josef-Kohlschein-Straße 1, Fachwerktraufenhaus, Keller und Erdgeschoss um 1900 in Ziegelstein massiv erneuert, Teil eines ornamentierten Türbogens wiederverwendet, Rückgiebel dreifach auskragend, mit Perlbandschnitzereien an Schellen und Füllhölzern. | 1624                                    | 29.04.1985       | 612              |
| Wohnhaus                                                                  | Wohnhaus                                                                  | Schwerte 10 Karte                            | zweigeschossiges Fachwerk-Traufenhaus mit klassizistischen Fensterfaschen und Verdachungen, um 1800 | 1800                                    | 29.04.1985       | 613              |
| Wohnhaus                                                                  | Wohnhaus                                                                  | Schwerte 12 Karte                            | zweigesch. Fachwerk-Giebelhaus, um 1800 | 1800                                    | 29.04.1985       | 615              |
| Wohnhaus                                                                  | Wohnhaus                                                                  | Schwerte 14 Karte                            | dreigesch. Fachwerk-Traufenhaus, alle Geschosse vorkragend, geschnitzte Ecksäulen, in der Brüstung Schrägstreben, um 1700 | 1740                                    | 29.04.1985       | 614              |
| Wohnhaus                                                                  | Wohnhaus                                                                  | Schwerte 15 Karte                            | zweigeschossiger Fachwerk-Traufenbau, Eingang vom Kirchplatz, um 1800 | 1820                                    | 29.04.1985       | 616              |
| Bildstock mit Hochkreuz                                                   | Bildstock mit Hochkreuz                                                   | Seichenbrunnen Karte                         | barocker Bildstock mit Gehäuse, dahinter Hochkreuz | 1750                                    | 18.02.1987       | 617              |
| St. Nepomuk-Statue                                                        | St. Nepomuk-Statue                                                        | Seichenbrunnen Karte                         | | 1744                                    | 16.12.1986       | 618              |
| Wasserhäuschen mit Brunnen                                                | Wasserhäuschen mit Brunnen                                                | Puhlplatz 1 Karte                            | ehem. Wasserhäuschen mit Brunnen am ehem. Puhlplatz | 1850                                    | 08.05.1985       | 665              |
| Scheune                                                                   | Scheune                                                                   | Sternstraße 2 Karte                          | ehem. Scheune zu Hauptstraße 31, Fachwerk |                                         |                  | 619              |
| weitere Bilder                                                            | Haus Böttrich, heute Gemeindehaus des katholischen Pfarrverbundes         | Sternstraße 13 Karte                         | dreigeschossiges, dreischiffiges Fachwerk-Giebelhaus der Renaissance, Speicherstock und Giebel vorkragend, Schwellen und Füllhölzer mit gedrehten Perslschnüren beschnitzt, Fußständer mit Fächerrosetten geschmückt, geschnitzte Flachreliefs, rundbogiger Haupteingang zum Teil rekonstruiert, innen Fletthalle mit zwei niedrigen Luchten, Kamin und hölzerner Wendeltreppe zum Speicherstock, hinterer Hausteil mit Quertonne unterkellert, darüber zwei Saalgeschosse, Bauinschrift im Kellerfenstersturz: „1566“. | 1558                                    | 08.05.1985       | 620-630          |
| Corvinushaus, Gemeindehaus der evangelischen Kirche                       | Corvinushaus, Gemeindehaus der evangelischen Kirche                       | Sternstraße 19 Karte                         | ehemaliges gotisches Steinhaus mit Staffelgiebeln, um 1489 durch ein Hinterhaus und 1490 einen Fachwerk-Speicherstock erweitert, 1491–1886 Sitz des Warburger Kalands, 1851 als Krankenhaus ausgebaut und durch einen klassizistischen Massivbau erweitert, heute evangelisches Gemeindehaus | 1488                                    | 29.04.1985       | 631-635          |
| Wohnhaus, ehem. Rosenmeyersche Scheune                                    | Wohnhaus, ehem. Rosenmeyersche Scheune                                    | Sternstraße 25 Karte                         | Scheune mit ehem. zwei Querddeelen, Fachwerk, Giebelfassade massiv, Kalkstein mit Sandsteingewänden | 1692                                    | 11.12.2012       | 637              |
| weitere Bilder                                                            | Mönchehof                                                                 | Sternstraße 26 Karte                         | ehemaliger Stadthof des Klosters Hardehausen, zweigeschossiger, langgestreckter Massivbau aus Bruchstein, errichtet 1291, 1680, 1693 und 1722 barock umgebaut | 1291                                    | 08.05.1985       | 636-639          |
| Gartenmauer mit Inschrifttafeln                                           | Gartenmauer mit Inschrifttafeln                                           | Sternstraße 33                               | Südliche Gartenmauer mit Wappentafel und Inschriftstein „ARBORES CAESAE 1622“ | 1340                                    | 19.05.1987       | 640-642          |
| weitere Bilder                                                            | Haus Stern, heute Museum                                                  | Sternstraße 35 Karte                         | massives Steinhaus, innen ursprünglich mit hoher Deele und Speichergeschoss, hinten unterkellert und mit zwei Saalgeschossen mit Kaminen, erbaut 1340, 1745 durch das Kloster Wormeln unter Beseitigung des früher dreistufigen Stafelgiebels und Veränderung der Geschosslage barock umgebaut | 1340                                    | 08.05.1985       | 643-648, 650-655 |
| Wohngeschäftshaus „Café Blome“                                            | Wohngeschäftshaus „Café Blome“                                            | Sternstraße 37 Karte                         | dreigeschossiger Fachwerkbau mit Mansarddach und spätklassizistischem Holzdekor, um 1860 | 1857                                    | 29.04.1985       | 649              |
| Wohngeschäftshaus                                                         | Wohngeschäftshaus                                                         | Sternstraße 39 Karte                         | dreigeschossiger Backsteinbau im Rundbogenstil, Fenster mit weißen Stuckgewänden eingefasst | 1860                                    | 03.11.1983       | 657-659 Wikidata |
| Wohngeschäftshaus „Wildwechsel“, früher Scheune                           | Wohngeschäftshaus „Wildwechsel“, früher Scheune                           | Sternstraße 40 Karte                         | Scheunenbau mit schlichtem Fachwerk, Erdgeschoss aus Bruchstein | 1800                                    | 12.06.1985       | 656              |
| Wohnhaus, ehem. städt. Bauhof                                             | Wohnhaus, ehem. städt. Bauhof                                             | Sternstraße 41 Karte                         | zweigeschossiges Fachwerk-Traufenhaus mit Drempel, rechts mit ehemaliger Durchfahrt, Hofgebäude zum Schützenzaun | 1860                                    | 08.05.1985       | 660              |
| Wohnhaus, ehem. Claus                                                     | Wohnhaus, ehem. Claus                                                     | Sternstraße 46 Karte                         | zweigeschossiges Traufenhaus mit Krüppelwalmen auf hohem Kellersockel, qualitätvolle, klassizistischere Stuckzier, Freitreppe mit gusseisernem Geländer | 1850                                    | 29.04.1985       | 662-663          |
| Wohnhaus Karl Sauerland                                                   | Wohnhaus Karl Sauerland                                                   | Schützenzaun 3 Karte                         | Fachwerk-Traufenhaus, stark erneuert, im Eingangsbereich wiederverwendete Balken mit Inschrift: „FVHRE.NICHT.IEDERMAN.IN.DEIN.HAUS.DAN.VIEL.AVUFSATZES.VNDT. VNTREW.IST.BEI.DEN.LISTGEN.VNDT.FALSCHEN.HERZENS.SIRACH.II.CAP“ | 1800                                    | 02.05.1985       | 605-606          |
| Wohnhaus, ehem. Schule, zuletzt Fam. Schultz                              | Wohnhaus, ehem. Schule, zuletzt Fam. Schultz                              | Schützenzaun 5 Karte                         | Fachwerkgiebelhaus, Erdgeschoss talseitig massiv erneuert und verputzt, Obergeschoss und Giebel vorkragend mit gekehlten Füllhölzern und profilierten Schwellen, 16. Jahrhundert | 1534                                    | 02.05.1985       | 607-608          |
| weitere Bilder                                                            | Wasserhochbehälter                                                        | Uhlenbreite Karte                            | Wasserhochbehälter, bestehend aus Eingangsbau und vier gewölbten Wasserkammern, Planung: Walter Pfeffer, Halle/Saale | 1893                                    | 03.03.2020       | 664              |
| weitere Bilder                                                            | Wohnhaus, ehem. Stadtpalais Hiddessenhof                                  | Unterstraße 18 Karte                         | zweigeschossiges, barockes Stadtpalais auf hohem Kellersockel, Fachwerk früher verputzt, Mittelrisalit mit Zwerchhaus, Mansard-Walmdach, zweiläufige Freitreppe mit geschmiedeten Balustergeländer, Innen barocke Holztreppe, ursprünglich große Eingangshalle und großer, symmetrischer Festsaal mit zwei Rokoko-Kaminen im Obergeschoss, durch neue Wohnungsgrundrisse um 1980 stark verändert, ehemaliger Sitz der politisch führenden Familie von Hiddessen. | 1750                                    | 02.05.1985       | 662, 663         |
| Wohnhaus                                                                  | Wohnhaus                                                                  | Unterstraße 22 Karte                         | zweigeschossiges Fachwerkwohnhaus, traufständig | 1800                                    | 03.05.1985       | 671              |
| Wohnhaus                                                                  | Wohnhaus                                                                  | Unterstraße 24 Karte                         | zweigeschossiges Fachwerkwohnhaus, traufständig | 1800                                    | 03.05.1985       | 672              |
| Wohnhaus                                                                  | Wohnhaus                                                                  | Unterstraße 28-30 Karte                      | zweigeschossiges Fachwerkwohnhaus, giebelständig | 1700                                    | 07.07.1987       | 673              |
| Wohnhaus                                                                  | Wohnhaus                                                                  | Unterstraße 33 Karte                         | zweigeschossiges Fachwerkhaus, traufständig, mit Zwerchgiebel | 1800                                    |                  | 674              |
| Wohnhaus Unterstraße 36                                                   | Wohnhaus Unterstraße 36                                                   | Unterstraße 36 Karte                         | | 07.07.1987                              |                  | 675, 677         |
| Wohnhaus                                                                  | Wohnhaus                                                                  | Unterstraße 39 Karte                         | zweigeschossiges Fachwerkhaus mit Querdeele, traufständig | 1800                                    |                  | 678              |
| Wohnhaus                                                                  | Wohnhaus                                                                  | Unterstraße 42 Karte                         | zweigeschossiges Fachwerkwohnhaus, giebelständig | 1814                                    | 07.07.1987       | 679              |
| Wohnhaus                                                                  | Wohnhaus                                                                  | Unterstraße 44 Karte                         | zweigeschossiges Fachwerkwohnhaus, traufständig | 1810                                    | 08.07.1987       | 681              |
| Wohnhaus                                                                  | Wohnhaus                                                                  | Unterstraße 45 Karte                         | dreigeschossiges Fachwerkwohnhaus, giebelständig | 1700                                    |                  | 683              |
| Wohnhaus                                                                  | Wohnhaus                                                                  | Unterstraße 46 Karte                         | spätgotisches Traufenhaus mit straßenseitiger Querdeele, Am zugesetzten spitzbogigem Eingang mit profiliertem Gewände geschnitzter Wappenschild mit Paderborner Kreuz und Inschrift: „Mcccc xii sex.feria...“ (1542), an östlicher Giebelwand zur Potgasse an einem Balken Reste einer lateinischen Inschrift des späteren 16. Jahrhunderts: „SIMO MAGRIT VXOR....AEDIBVS CONSTRVENDO AD...“ | 1572                                    | 93,05,1985       | 680              |
| Wohnhaus ehem. Rendant Böttrich                                           | Wohnhaus ehem. Rendant Böttrich                                           | Unterstraße 58–60 Karte                      | verputzter zweigeschossiger Traufenbau mit Krüppelwalmgiebeln, zum Teil mit Werksteingewänden und Eckverquaderung, kleine Freitreppe, westlich um zwei Fensterachsen später verlängert, um 1800 | 1795                                    | 03.05.1985       | 682              |
| Wohnhaus, ehem. Scheune                                                   | Wohnhaus, ehem. Scheune                                                   | Unterstraße 62 Karte                         | zweigeschossiges Fachwerkhaus, traufständig | 1859                                    | 04.05.1985       | 684              |
| Wohnhaus                                                                  | Wohnhaus                                                                  | Unterstraße 66 Karte                         | zweigeschossiges Jugendstilhaus, traufständig | 1910                                    |                  | 686              |
| Wohngeschäftshaus „Metzgerei Kuckuck“                                     | Wohngeschäftshaus „Metzgerei Kuckuck“                                     | Unterstraße 78 Karte                         | Langgestrecktes, schlichtes Fachwerktraufenhaus, Erdgeschoss und Westgiebel massiv erneuert, links ehem. Queerdeele, Mansarddach mit Krüppelwalm, um 1800 | 1800                                    |                  | 685              |
| Wohnhaus                                                                  | Wohnhaus                                                                  | Unterstraße 82 Karte                         | zweigeschossiges Fachwerkwohnhaus, traufständig, mit Zwerchhaus | 1800                                    | 04.11.1983       | 687, 690         |
| Wohnhaus                                                                  | Wohnhaus                                                                  | Unterstraße 92 Karte                         | Fachwerktraufenhaus mit Zwerchhaus, Haustür mit Schmetterlingen in den Oberlichtern, um 1850 | 1800                                    | 03.05.1985       | 691              |
| Scheune                                                                   | Scheune                                                                   | Unterstraße 94 Karte                         | Massive Scheune aus Bruchstein mit Eckverquaderung, große rundbogige Einfahrt, am Keilstein Inschrift; „ANNO MDCCCXLV / ME SAXIS STRUXIT / C.VAN ESS / PER MAG. G. KAUFHOFF. / St: THÖNE“, Mansarddach mit Biberschwanzdeckung, Giebel verbrettert | 1845                                    | 03.05.1985       | 692              |
| weitere Bilder                                                            | ehem. Ordenshaus der armen Schulschwestern                                | Wachtelpfad 5 Karte                          | zweigeschossiges, neobarockes Klostergebäude mit integrierter Kapelle, Schulanbau und Turnhalle | 1923                                    | 03.03.2020       | 695              |
| Wappenstein                                                               | Wappenstein                                                               | Wormelner Straße 50 Karte                    | Wappenstein des Fürstbischofs Dietrich "Theodor" von Fürstenberg mit der Inschrift "THEODOR.D.G.EPISCOPVS.PADERBORNÉSIS.1608" | 1608                                    | 29.07.2021       | 699              |
| Wohnhaus                                                                  | Wohnhaus                                                                  | Wispertorgasse 4 Karte                       | Eingeschossiges, traufständiges Fachwerkhaus in Hanglage auf zum Teil hohem Kellersockel. Verzierte zweiflüglige Hauseingangstür. Nach 1831 Erweiterung nach Norden. | ca. 1800                                | 03.05.1985       | 698              |
| Wohngeschäftshaus, Gaststätte „Ratskeller“                                | Wohngeschäftshaus, Gaststätte „Ratskeller“                                | Zwischen den Städten 2 Karte                 | zweiflügliges Fachwerkhaus, Südflügel mit Haustür um 1800, rückseitig weiterer Flügel aus Fachwerk mit Krüppelwalmgiebel | 1800                                    | 03.11.1983       | 700              |
| weitere Bilder                                                            | Rathaus zwischen den Städten                                              | Zwischen den Städten 9 Karte                 | massiver Renaissancebau mit Arkadengang von 1568, Fachwerkaufstockung von 1902 | 1568                                    | 08.05.1985       | 701-707          |

## Amtliche Tabelle der Baudenkmäler in den Ortsteilen
| Bild                                                  | Bezeichnung                                             | Lage                                                                               | Beschreibung | Bauzeit                        | Eingetragen seit         | Denkmal- nummer          |
| ----------------------------------------------------- | ------------------------------------------------------- | ---------------------------------------------------------------------------------- | --- | ------------------------------ | ------------------------ | ------------------------ |
| weitere Bilder                                        | Bildstock und Kreuz                                     | Bonenburg Am Lindenplatz Karte                                                     | Bildstock 1794 gestiftet von Joan Heinrich Schwarze, Kreuz, um 1900 gestiftet von Fam. Menne | 1794                           | 08.05.1985               | 719                      |
| weitere Bilder                                        | Gastwirtschaft Wulf                                     | Bonenburg Eggestraße 6 Karte                                                       | zweigeschossiger Massivbau, ehem. Posthalterei, jetzt Gastwirtschaft Wulf | um 1850                        | 16.12.1986               | 720                      |
| weitere Bilder                                        | Wohnhaus mit Sozialstation und Kindergarten             | Bonenburg Eggestraße 10 Karte                                                      | zweigesch. Massivbau, Türinschrift: JOSEPH PARENSEN * TERESE PA. GEB. MELWIG 1858, seit | 1858                           | 03.11.1983               | 722                      |
| Bildstock                                             | Bildstock                                               | Bonenburg Eggestraße 23, Gabelung Zum Wiesenhof Karte                              | Bildstock anstelle einer früheren Prozessionsstation, Inschrift. AUS DANKBARKEIT FÜR DIE WUNDERBARE RETTUNG UNSERER GEMEINDE AM 1 APRIL 1945 | 1948                           | 11.11.2008               | 721                      |
| Bauernhaus                                            | Bauernhaus                                              | Bonenburg Haselbusch 4 Karte                                                       | zweigeschossiges Fachwerkhaus mit Wohnteil und Queerdiele | 1821                           |                          | 723                      |
| Bildstock mit Kreuz                                   | Bildstock mit Kreuz                                     | Bonenburg Hölzerne Klinke 2 Karte                                                  | ehemalige Prozessionsstation von 1881 mit Gedenkkreuz mit Inschrift ERNEUERT JOH. BERNHOLZ 1944 und Bildstock von 1950 | 1881, 1950                     |                          | 724-726                  |
| weitere Bilder                                        | Hardehäuser Amtshaus mit Zehntscheune                   | Bonenburg Kreuzkirchstraße 2 Karte                                                 | spätbarocker Gebäudekomplex mit Zehntscheune von 1772 und Amtshaus von 1773, des Klosters Hardehausen, 1983/84 zum Pfarrheim umgebaut | 1772 ff                        | 03.11.1983               | 727, 729                 |
| weitere Bilder                                        | Katholische Pfarrkirche Hl. Kreuz                       | Bonenburg Kreuzkirchstraße Karte                                                   | Katholische Pfarrkirche Hl. Kreuz Erhöhung, Saalbau von 1741, Turm 1868–69, Erweiterung 1934, Taufstein ehem. Würfelkapitell des Klosters Hardehausen von ca. 1150, barocke Innenausstattung (2 Altare, Kanzel) | 1741 ff                        | 03.11.1983               | 728, 730-736             |
| weitere Bilder                                        | Kreuzweg                                                | Bonenburg Zum Kreuzberg Karte                                                      | Kreuzweganlage aus 12 Stationen, erbaut 1932, Station XII bildet ein Bildstock von 1876 | 1932                           | 08.05.1985               | 737-742, 745             |
| Viertelmeilenstein                                    | Viertelmeilenstein                                      | Bonenburg Bundesstraße 68 Karte                                                    | historischer Grenzstein zwischen den Kreisen Warburg und Büren | 1815                           |                          | 743                      |
| Grangie Rozedehusen                                   | Grangie Rozedehusen                                     | Bonenburg Karte                                                                    | ehemaliger landwirtschaftlicher Gutshof, heute Wüstung | 12. Jh.                        |                          | 744                      |
| weitere Bilder                                        | Burg und Wegesperre im Eggegebirge                      | Bonenburg Karte                                                                    | ehemalige Burganlage, 1900–2002 ergraben | 1000 ff                        |                          | 746                      |
| Bildstock                                             | Bildstock                                               | Calenberg Dorfstraße / Zur Burg Karte                                              | | 1735                           | 06.05.1985               | 752                      |
| weitere Bilder                                        | Mausoleum der Familie Schuchard                         | Calenberg Dorfstraße Karte                                                         | Mausoleum der Familie Schuchard, errichtet von Baumeister Heinrich Wiethase für den Textilunternehmer Hugo Schuchard | 1892                           | 06.05.1985               | 753-755                  |
| BW                                                    | ehemaliges Forsthaus mit Wasserturm                     | Calenberg Kohlbreite 1 Karte                                                       | massives Wohnhaus mit weit vorkragenden Fachwerk-Dachgeschoss, daneben ein massiver Wasserturm | um 1883                        | 09.07.2015               | 757                      |
| Gewölbebrücke                                         | Gewölbebrücke                                           | Calenberg Neu Calenberger Weg Karte                                                | | 18. Jh.                        | 08.05.1985               | 758                      |
| weitere Bilder                                        | Gut Neu-Calenberg                                       | Calenberg Neu Calenberger Weg 10 Karte                                             | | 1869                           | 29.04.2010               | 759-767                  |
| weitere Bilder                                        | Burg Calenberg                                          | Calenberg Zur Burg 14 Karte                                                        | Mittelalterliche Höhenburg, erbaut durch die Herren Berkule, 1307 in Besitz der Bischöfe von Paderborn. 1561 umgebaut (Wappentafel mit Inschrift). 1868 erworben durch den Barmener Kaufmann Hugo Schuchard, 1880–1882 durchgreifend durch Heinrich Wiethase im neugotischen Stil rekonstruiert und erweitert.                                                                              | 13. Jh. ff                     | 06.05.1985               | 768,769                  |
| weitere Bilder                                        | Burgkapelle St. Anna                                    | Calenberg Zur Burg 16 Karte                                                        | ehemalige Calenberger Pfarrkirche, 1778 der hl. Anna geweiht, Saalkirche mit Glockenturm als Dachreiter, Stuckdecke 1925 entfernt. | um 1700                        | 08.05.1985               | 770,771                  |
|                                                       | Grenzsteine                                             | Calenberg Gemarkungsgrenze                                                         | Grenzsteine Paderborn-Hessen Nr. 192, 195, 198, 200, 200A, 202, 204-208, 212, 213 | ab 1754                        | 10.03.2009               | 772                      |
|                                                       | Grenzsteine                                             | Calenberg Gemarkungsgrenze                                                         | Grenzsteine Paderborn-Hessen Nr. 199, 194, 196, 203, 210, 214 | ab 1858                        | 11.03.2019               | 774                      |
| BW                                                    | Belagerungsschanze                                      | Calenberg Osterberg Karte                                                          | | 1400                           |                          | 773                      |
| weitere Bilder                                        | Gut Dalheim                                             | Dalheim Zur Diemelmühle 25 Karte                                                   | Barocke Gutsanlage der Familie von Spiegel, bestehend aus einem Herrenhaus, einer südlich vorgelagerten Parkanlage mit zwei Kavaliershäusern und einem nördlich gelegenen Wirtschaftshof, der von großen Scheuen und Stallungen eingefasst ist | 1698                           | 10.05.1985               | 778,779                  |
| weitere Bilder                                        | Glockenstuhl mit Glocke                                 | Dalheim Zur Diemelmühle Karte                                                      | Glockenstuhl von 1986 mit Bet- und Feuerglocke der Fa. Henschel von 1829 | 1829                           | 05.12.1988               | 780                      |
| weitere Bilder                                        | Meilenstein                                             | Dalheim B 7 südlich Dalheim Karte                                                  | Preußischer Meilenstein mit Inschriften: „COELN 27 MEILEN, PADERBORN 5 1/2 MEILEN, CASSEL 4 1/2 MEILEN“ | nach 1815                      | 26.01.1988               | 781                      |
| BW                                                    | Grenzstein                                              | Dalheim am Weg nach Grimelsheim Karte                                              | Grenzstein 171 | zwischen 1847 und 1861         | 11.03.2009               | 782                      |
|                                                       | Franzosenstein                                          | Dalheim Wiese südöstlich der Diemelmühle über dem Südufer der Diemel               | Gedenkstein mit Kreuzrelief | 1400                           | 11.03.2009               | 783                      |
| weitere Bilder                                        | Pfarrhaus mit Wirtschaftstrakt                          | Daseburg Alexanderstraße 5 Karte                                                   | eingesch. Wohnhaus mit etwas höherem Wirtschaftstrakt und Querdeele, Fachwerk | 1807                           | 06.05.1985               | 789, 790                 |
| Gut Rothehaus                                         | Gut Rothehaus                                           | Daseburg Desenbergstraße 101 Karte                                                 | klassizistisches, zweigeschossiges Gutshaus mit Walmdach, massiv, 5 Fensterachsen zur Straße und je drei zur Seite, dahinter Wirtschaftshof, bis 1840 Besitz der Familie von Spiegel, 1848 aufgestockt, 1909 erweitert. | um 1800                        | 07.08.2001               | 791,792                  |
| Wohnfachwerkhaus                                      | Wohnfachwerkhaus                                        | Daseburg Desenbergstraße 150 Karte                                                 | zweigesch. Wohnhaus, Fachwerk | 19. Jahrhundert                | 24.04.1998               | 794                      |
| weitere Bilder                                        | Fachwerkhaus                                            | Daseburg Desenbergstraße 165 Karte                                                 | | um 1845                        | 06.05.1985               | 793                      |
| weitere Bilder                                        | kath. Pfarrkirche St. Alexander                         | Daseburg Hauedaer Straße Karte                                                     | Neugotische Hallenkirche mit Westturm und polygonem Chorabschluss. Reiche neugotische Ausstattung (2 Altäre, Kanzel, Empore mit Orgel) | 1887/88                        | 06.05.1998               | 793                      |
| weitere Bilder                                        | Fachwerkwohnhaus einer Hofanlage                        | Daseburg Hauedaer Straße 14 Karte                                                  | traufständiges, zweigesch. Fachwerk-Wohnhaus einer ehem. Hofanlage | 1854                           |                          | 804                      |
| weitere Bilder                                        | Gut Übelngönne                                          | Daseburg Hauedaer Straße 41 Karte                                                  | Weitläufige Gutsanlage im Eggelrat. Vom Renaissanceschloss derer von Spiegel der 1596 erhöhte Treppenturm erhalten, ferner mehrere Wirtschaftsgebäude des 18. und 19. Jh. Westlich der Eggel das barocke Herrenhaus Oberübelgönne von 1703. | 1550 ca.                       | 06.05.1985               | 788, 805-808             |
| weitere Bilder                                        | Gut Klingenburg                                         | Daseburg Klingenburger Straße 51 Karte                                             | großes landwirtschaftliches Gut, im 16. Jh. durch die Familie von Spiegel gegründet, heute bestehend aus zweigesch. barockem Herrenhaus mit Mansard-Walmdach, westlich davor Wirtschaftshof mit Ställen und Scheunen | 18. Jahrhundert                | 06.05.1985               | 809-811                  |
| weitere Bilder                                        | Fachwerkwohnhaus                                        | Daseburg Mittelstraße 24 Karte                                                     | zweigesch. Fachwerkwohnhaus mit Krüppelwalmdach | 1806                           | 06.05.1985               | 812                      |
| weitere Bilder                                        | Jüdischer Friedhof                                      | Daseburg Feldmark Auf der Höte Karte                                               | | 1840                           |                          | 813                      |
| weitere Bilder                                        | Burg Desenberg                                          | Daseburg Karte                                                                     | Ruine einer mittelalterlichen Höhenburg mit Bergfried und Resten einer Umfassungsmauer und einer Pallas, seit Mitte 13. Jh. Familie von Spiegel, 1470 zerstört | 1050                           | 20.10.1983               | 814-818,821              |
|                                                       | Grenzsteine                                             | Daseburg                                                                           | Reste von ursprünglich 210 gesetzten Grenzsteinen zwischen Hochstift Paderborn und der Landgrafschaft Hessen-Kassel | 1754 ff                        | 11.03.2009               | 819-820                  |
| weitere Bilder                                        | Fachwerkwohnhaus                                        | Dössel Bei der Kirche 21 Karte                                                     | ehem. Bauernhaus mit Längsdiele, später als Wohnhaus umgebaut. | Mitte 19. Jahrhundert          |                          | 827                      |
| weitere Bilder                                        | Kath. Pfarrkirche St. Katharina                         | Dössel Bei der Kirche Karte                                                        | | 1858–1864                      | 10.10.1995               | 826, 828-835             |
| weitere Bilder                                        | Geflügelhaus                                            | Dössel Daseburger Straße 34 Karte                                                  | Turmartiges Geflügelhaus, EG Ziegelstein, OG Fachwerk, darüber pyramidenartiges Mansarddach mit Dachreiter | um 1925                        | 27.07.2003               | 836                      |
| BW                                                    | Haus Riepen                                             | Dössel Haus Riepen 3 Karte                                                         | Gutshof mit Haupthaus, Erweiterung von 1896 und Wirtschaftsgebäuden, ursprünglich von Geismar, seit dem 19. Jh. Familie Fischer | 1667                           |                          | 839-840                  |
| weitere Bilder                                        | Kriegerehrenmal auf dem Friedhof                        | Dössel Urbanusweg Karte                                                            | Gefallenendenkmal mit Kreuzigungsgruppe, (Christian Sauerland) | Mitte 20. Jahrhundert          | 27.02.2002               | 837                      |
| weitere Bilder                                        | Fachwerkwohnhaus                                        | Dössel Warburger Straße 60 Karte                                                   | Längsdielen-Fachwerkhaus, 1858 von Ossendorf hierher versetzt, | 1858                           | 06.05.1985               | 838                      |
| weitere Bilder                                        | Bildstock St. Anna                                      | Dössel Warburger Straße, Abzweig Pöppelhöfenweg Karte                              | Barocker Bildstock, Sandstein, 1922 renoviert durch „LILLY FISCHER GEB. RITTGEN/RIEPEN“ | um 1730                        | 08.05.1985               | 841                      |
| Bildstock St. Maria Mater Dolorosa                    | Bildstock St. Maria Mater Dolorosa                      | Dössel Warburger Straße Karte                                                      | Barocker Bildstock, Sandstein, Stifter: „...WERNER SCHMIDT ET ANNA MARGARETA DIERKES...“ | um 1734                        | 08.05.1985               | 842                      |
| weitere Bilder                                        | ehem. Schulgebäude                                      | Germete Albertus-Stephani-Straße 1 Karte                                           | Zweigesch. massives, ehem. Schulgebäude, 1858 nach Brand wiederhergestellt, 1959 privatisiert und als Wohnhaus umgenutzt. | 1811                           | 06.09.1990               | 848                      |
| weitere Bilder                                        | ehemaliges Pfarrheim                                    | Germete Am Brunnen 1 Karte                                                         | | 2. Hälfte 19. Jahrhundert      |                          | 849                      |
| Haus Schilp                                           | Haus Schilp                                             | Germete Am Dorfplatz 10 Karte                                                      | Zweigeschoss. massives Querdeelenhaus, Inschrift. „PETER SCHILP UND AGNES THÖNE...“ | 1848                           | 07.11.1983               | 850                      |
| weitere Bilder                                        | Spiegelhof                                              | Germete Am Schützenhof 3 Karte                                                     | Doppelquerdeelenhaus mit 2 Toren und separat erschlossenem Wohnteil rechts, darüber geräumiges Mansarddach, Inschrift: „IHS ANTON NOLTE UND SOPHIA BERENDES...“. Im Westen zwei Remisen mit Satteldächern | 1854                           | 03.11.1983               | 851-854                  |
| weitere Bilder                                        | Kirche St. Nikolaus                                     | Germete Garamattiweg 4 Karte                                                       | vom Ursprungsbau noch ein romanischer Kirchturm aus Bruchstein mit Eckquaderung, zwei gekuppelte Rundbogenfenster mit Säulen und Würfelkapitellen im OG, darüber ein weiteres Geschoss aus verschiefertem Fachwerk mit spitzem Pyramidendach von 1780, Gemeinderaum von 1971–73. | 1. Hälfte 13. Jahrhundert      | 06.05.1985               | 855-866                  |
| weitere Bilder                                        | ehemaliges Feuerwehrgerätehaus                          | Germete Hainanger Karte                                                            | ehemaliges Feuerwehrgerätehaus aus massivem Bruchstein, Walmdach mit quadratischem Dachreiter und Pyramidendach, Garage mit rundbogigem Tor. | 1903                           |                          | 868                      |
| weitere Bilder                                        | Bildstock mit Pieta                                     | Germete Nikolausstraße Karte                                                       | barocker Bildstock aus Buntsandstein, Inschrift mit Chronogramm: EXALTA TE DEUM IN SECULA (1721), Pieta (Abguss einer barocken Vorlage) | 1721                           | 06.05.1985               | 860                      |
| weitere Bilder                                        | ehemaliges Wohn-Wirtschaftsgebäude                      | Germete Quellenstraße 22 Karte                                                     | zweigesch. Fachwerkhaus, erbaut in Volkmarsen-Hörle, 1903 nach Germete transloziert, Inschriften nach Psalm 37,25 | Mitte 19. Jahrhundert          | 20.01.1993               | 862                      |
| weitere Bilder                                        | Kriegerehrenmal auf dem Ehrenfriedhof                   | Germete St.-Georg-Straße Karte                                                     | Kriegerehrenmal auf dem Ehrenfriedhof, (Geb, Heise), Inschrift: DEN OPFERN DER WELTKRIEGE | 1921                           |                          | 861                      |
| Bildstock St. Antonius                                | Bildstock St. Antonius                                  | Germete St.-Georg-Straße Karte                                                     | barocker Bildstock St. Antonius, Inschrift: ANTON NOLTEN UNDT CATHARINA TEGTHOF EHELEUTE 1729 ... | 1729                           |                          | 859                      |
| weitere Bilder                                        | Kreuzigungsgruppe                                       | Germete Untere Bergstraße Karte                                                    | Kreuzigungsgruppe aus Sandstein, Inschriften: DENKMAL FÜR H.PFARRER JOH. CHRISTOPH WIEDEMEYER GEB: 22. MAI 1815 GEST. 14.OCT. 1879... DENKMAL FÜR PFARRER GRAWE 1897. | 1880                           |                          | 863                      |
| weitere Bilder                                        | Bildstock St. Trinitatis / St. Antonius                 | Germete Zum Donnerberg Karte                                                       | barocker Bildstock, InschriftEN: JOHANNIS GEORGIUS BOWINCKELMANN ET ANNA MARIA NOLTEN; Inschrift mit Chronogramm: SANCTMAE TRINITATIS ET DE IPA RAE VIRGINIS MARIAE EXTRUI FECERNUNT | 1735                           |                          | 864                      |
| weitere Bilder                                        | Längsdielenhaus                                         | Germete Zum Kurgarten 2 Karte                                                      | großes Wohn-Wirtschaftsgebäude mit Längsdeele, Wohnteil rechts angebaut, Fachwerk mit Ziegelausmauerung, Giebel mit Holz verschalt | 2. Hälfte 19. Jahrhundert      | 07.11.1983               | 867                      |
| weitere Bilder                                        | Landgasthof Deele                                       | Germete Zum Kurgarten 24 Karte                                                     | großes Längsdeelenhaus, stöckig abgezimmert, eingeschnitzte Ecksäulen, Inschrift: NOHAN WILM NOLTEN UND ELISABET RINTEL HABEN AUF GOT VERTRAUT UND DIESES HAUS GEBAUT 1745 | 1745                           | 03.11.1983               | 865                      |
| weitere Bilder                                        | Haus Wennekamp                                          | Germete Zum Kurgarten 30 Karte                                                     | traufst. ehem. Wohn-Wirtschaftsgebäude mit massivem Erdgeschoss und Fachwerkobergeschoss, links, Wohnteil, rechts Wirtschaftsteil mit Queerdeele, Inschrift: MIT GOTT ERBAUET IM JAHR 1858 DURCH ANTON WENNEKAMP UND ELISABETH STOLZENBERG | 1858                           | 06.05.1985               | 868                      |
|                                                       | Grenzsteine Nr. 43-46                                   | Germete Gemarkungsgrenze                                                           | Reste von ursprünglich 66 Grenzsteinen am Grenzverlauf zwischen Fürstentum Waldeck und Hochstift Paderborn, die Nummern 43 und 45 wurden am 10. März 2019 nachgetragen. | 1785 ff                        | 04.03.2019               | 869,870                  |
| BW                                                    | Kirchberghof                                            | Herlinghausen Kirchberg 5a Karte                                                   | Querdielenhaus mit zweigesch. Wohnteil rechts, Fachwerk, Inschrift: ICH PFILIP GROSIOHA HABE DISES IID 80 HAUS GEBAUT GOTZUER UNT DIE W.Z.M.H IULS.4. | 1804                           | 02.08.1991               | 876                      |
| Evangelische Kirche                                   | Evangelische Kirche                                     | Herlinghausen Kirchberg 8 Karte                                                    | Spätromanischer, zweijochiger Bruchsteinssal mit rechteckigem Chor und Westturm, spitzer, achteckiger Turmhelm mit vier Ecktürmchen verschiefert, Fragmente von mittelalterlichen Gewölbemalereien, frühklassizistische Orgel aus der Werkstatt Heeren. | 13. Jahrhundert                | 08.05.1985               | 877-882 Wikidata         |
|                                                       | Grenzsteine 172, 175, 178, 182, 183, 184, 185, 187, 188 | Herlinghausen                                                                      | Grenzsteine am Grenzverlauf zwischen Landgrafschaft Hessen und Hochstift Paderborn, einschl. Nachtrag vom 10. März 2009 | 1785                           | 05.03.2009               | 883,884                  |
| weitere Bilder                                        | Kath. Pfarrkirche St. Margaretha                        | Hohenwepel Engarer Straße 2 Karte                                                  | Klassizistischer Bruchsteinbau mit Eckquaderungen nach dem Konzept der Normalkirche Schinkels, zweitürmiger Westfront und halbrundem Chorabschluss, innen mit dreischiffiger Säulenhalle, 1902 nach Planung von Franz Mündelein umgebaut und eingewölbt. | 1836–1841                      | 06.05.1995               | 890-900                  |
| weitere Bilder                                        | ehem. Schule, später Lehrerwohnhaus                     | Hohenwepel Engarer Straße 4 Karte                                                  | Zweigesch. Massivhaus mit 5-achsiger Straßenfront | 1833–1837                      | 07.04.2008               | 901                      |
| weitere Bilder                                        | Bildstock i.M. Gertrud Gockelen                         | Hohenwepel Margarethenweg Karte                                                    | barocker Bildstock aus rotem Sandstein, Inschrift: ANNO 1700 ... GERTRUD GOCKELEN JUNGFRAW HAT DIESES H.H. ZU EHRE GOTTES BAWEN LASSEN UND IST IM JAHR 1698 DEN 11 JANUARY GOTTSELIG IN DEM HERREN ENTSCHLAFEN IHRES ALTERS 18 JAHR DESSEN SEELE RUHE IN FRIEDEN AMEN | 1700                           | 21.12.2001               | 902                      |
| weitere Bilder                                        | zweigesch. Fachwerkwohnhaus                             | Hohenwepel Northeimer Straße 14 Karte                                              | ehem. Längsdielenhaus auf Sandsteinsockel mit Satteldach, symmetrische Traufseite mit 7 Fensterachsen und Mitteleingangstür mit Oberlicht. | Mitte 19. Jahrhundert          |                          | 905                      |
| weitere Bilder                                        | Wasserturm                                              | Hohenwepel Northeimer Straße Karte                                                 | ehem. Wasserturm, Ziegelstein mit verschiefertem Obergeschoss und pyramidenförmiger Haube, Inschrift: VERBANDSWASSERWEK OSSENDORF, FÜR DIE GEMEINDEN OSSENDORF, MENNE, HOHENWEPEL UND DÖSSEL MIT HAUS RIEPEN, Architekt Marhenke, Kassel. | 1913                           | 08.05.1985               | 903                      |
| weitere Bilder                                        | Bildstock Maria und Josef                               | Hohenwepel Peckelsheimer Straße 5 Karte                                            | Barocker Bildstock, Sandstein, mit modern verschlossener Heiligennische und profilierter Verdachung | 1717                           | 08.05.1985               | 904                      |
| weitere Bilder                                        | Bildstock Maria                                         | Hohenwepel Stadtweg Karte                                                          | Barocker Bildstock, Sandstein, mit Rundbogennische, Eisengittertür und segmentbogige Verdachung mit profiliertem Kranzgesims, modernes Marienrelief |                                | 07.01.2002               | 906                      |
| weitere Bilder                                        | kath. Filialkirche Hl. Antonius von Padua               | Menne An der Kirche Karte                                                          | Zweijochiger Wandpfeilersaal mit schlankem Westturm von 1920 und eingezogenem Chor von 1847. Trum mit verschiefertem Glockengeschoss und pyramidenförmigem Fach mit 4 Zwerchgiebeln. Hochaltarretabel von 1700, Votivbild St. Maria von 1630. | 1847                           | 08.05.1985               | 912-920                  |
| weitere Bilder                                        | Wegekreuz                                               | Menne Bördestraße Karte                                                            | Wegkreuz unter zwei Linden, Sandsteinsockel, Kreuz aus Gusseisen mit Inschrift: IM KREUZ IST HEIL, gestiftet von Robert Fischer | um 1860                        |                          | 921                      |
| weitere Bilder                                        | Bildstock St. Antonius (ß)                              | Menne Im Gefälle Karte                                                             | Barocker Bildstock aus Sandstein mit Holzfigur des hl. Antonius, Sockelinschrift: IHS ANNO 1727, Halbkreisförmige Bedachung, darüber eine mit Kreuz bekrönte Erdkugel, ehem. Prozessionsstation, Stifter: vermutl. Fam. von Wrede / von Papenheim | 1727                           |                          |                          |
| weitere Bilder                                        | Bittkreuz                                               | Menne Northeimer Straße Karte                                                      | Neugotisches Gusseisenkreuz auf Sandsteinsockel mit profilierter Deckplatte, Inschrift: SO HAT GOTT DIE WELT GELIEBT - GEWIDMET VON ENGELHARDT CONZE AUS MENNE 1885 | 1858                           |                          | 922                      |
| weitere Bilder                                        | Gut Menne                                               | Menne Parkstraße 2 Karte                                                           | ehemaliges Rittergut, bestehend aus einem dreigesch. Herrenhaus aus rotem und gelben Ziegeln, vorgelagerter Freitreppe, einem südlich davor liegenden Wirtschaftshof, der von Scheunen und Stallungen eingefasst ist, und einem nördlich anschließenden Park mit reichem Baumbestand. Erbaut durch Robert Fischer                                                                           | 1855–1861                      | 13.12.2001               | 923-926                  |
| weitere Bilder                                        | Gusseisenkreuz und Gedenkstein                          | Menne Parkstraße Karte                                                             | Neugotisches, filigran durchbrochenes Gusseisenkreuz auf niedrigem Sandsteinsockel, Inschrift: SEHET DAS KREUZ UNSERES HEILES, 1869 EHELEUTE MENEKEN UND BERENDES, daneben Gedenkstein an die Zerstörung im 30-jährigen Krieg: BORG DIESE DREI DÖR(F)ER MÜSSEN DIESE BRÜCKE BAUEN 1622 | 1869                           |                          | 927,928                  |
| weitere Bilder                                        | Ehrenmal                                                | Menne Friedhof Karte                                                               | Ehrenmal für die Gefallenen, Kunststein, Sockelinschrift: ZUR EHRUNG DER IM WELTKRIEGE 1914–1918 GEFALLENEN HELDENSÖHNE - DIE GEMEINDE MENNE, daneben die Auflistung der Namen der in beiden Weltkriegen gefallenen Soldaten, darüber Kruzifix, Bildhauer: Franz Heise 1927 | 1927                           | 25.07.2003               | 929                      |
| weitere Bilder                                        | Bildstock St. Benedikt von Nursia                       | Nörde Allernborn Karte                                                             | Barocker, reich geschmückter Bildstock aus Sandstein, ehem. Kloster Hardehausen, Umfangreiche Gebetsinschrift an den Hl. Benedikt, ehem. Prozessionsstation | 1730                           | 05.12.1988               | 933                      |
| weitere Bilder                                        | Bildstock St. Josef                                     | Nörde Am Finnenberg Karte                                                          | Barocker Bildstock aus Sandstein, mit rundbogiger, vergitterter Heiligennische, darüber segmentbogige, profilierte Bedachung über profilierter Abschlussplatte, im Bogenfeld Inschrift: IHS | um 1730                        | 05.12.1988               | 934                      |
| weitere Bilder                                        | Bildstock am Friedhofseingang                           | Nörde Am Friedhof Karte                                                            | Neugotischer Sandsteinbildstock aus Sandstein mit Fußgesims, Sockel,Mensaplatte, Gehäuse und spitzwinkligen Giebelverdachungen und bekrönendem Kreuz | Anfang 20. Jahrhundert         | 05.12.1988               | 935                      |
| weitere Bilder                                        | zweigeschoss. Wohnwirtschaftsgebäude                    | Nörde Am Rosentor 1 Karte                                                          | Längsdielenhaus mit großer Toreinfahrt, Fachwerk, Giebel holzverschalt, kleiner, halbeingetiefter Gewölbekeller an hinterer Westseite, remisenartige Kübbung vor der östlichen Traufwand, | um 1800                        | 02.08.1991               | 936                      |
| weitere Bilder                                        | Bildstock St. Maria Heimsuchung und Empfängnis          | Nörde Auf der Heide Karte                                                          | Barocker Bildstock aus rotem Sandstein, Sockel mit Doppelvoluten, Deckplatte über Gehäuse mit verkröpftem Kranzgesims, gesprengter Halbrundgiebel mit Postament und Kreuz in der Mitte. | 18. Jahrhundert                | 08.05.1985               | 938-939                  |
| weitere Bilder                                        | Wohnhaus                                                | Nörde Dorfplatz 2 Karte                                                            | eingesch. Fachwerkhaus mit Zwerchhaus auf hohem Kellersockel, fünfachsige Trauffront mit bauzeitlicher zweiflügliger Tür und Oberlicht | 2. Hälfte des 19. Jahrhunderts |                          | 937                      |
| weitere Bilder                                        | kath. Pfarrkirche St. Marien                            | Nörde Johann-Conrad-Schlaun-Straße 1 Karte                                         | | 1930–1933                      | steht noch aus           | 940-48                   |
| Bildstock                                             | Bildstock                                               | Ossendorf Dunsterweg Karte                                                         | Spätbarocker Bildstock, Sandstein, zwischen 2 Linden, Sockel mit Kranzrelief, profilierte Mensaplatte, Gehäuse mit Rundbogennische, profilierte Deckplatte, darüber gesteltztes Tonnendach, in halbrundem Giebelfeld Inschrift: IHS, Bekrönung mit Kleeblattkreuz aus Flacheisen. | 18. Jahrhundert                |                          | 955                      |
| Bildstock St. Maria                                   | Bildstock St. Maria                                     | Ossendorf Lange Twete Karte                                                        | Barocker Bildstock, Sandstein, unter einer Linde, Sockel mit verwitterten Inschriften, Mensaplatte mit Jahreszahl ANNO 1777´10.April, Gehäuse mit Eckpilastern und rundbogiger Nische, profiliertes Deckplatte mit segmentbogenförmigen profilierten Bedachung, Bekrönung aus eisernem Kleeblattkreuz                                                                                       | 1770                           |                          | 954                      |
| kleines Fachwerkhaus                                  | kleines Fachwerkhaus                                    | Ossendorf Markt 2 Karte                                                            | eingesch. traufständiges Fachwerkhaus mit Zwerchhaus über der Tür, Westwand Bruchstein, bauzeitliche, zweiflüglige Haustür | um 1900                        |                          | 952-953                  |
| weitere Bilder                                        | Feuerwehrgerätehaus                                     | Ossendorf Markt Karte                                                              | ehem. Feuerwehrgerätehaus aus Sandsteinmauerwerk, Giebel und Drempel mit Holzverschalung, giebelseitig Toreinfahrt, traufseitig 3 vergitterte Rundbogenfenster | 1854                           | 10.03.2009               | 956                      |
| weitere Bilder                                        | Fachwerkscheune                                         | Ossendorf Nörder Straße Karte                                                      | Fachwerkscheune mit Krüppelwalmdach, Ziegelsteinausfachungen, traufseitig zwei großen Holz-Schiebetore. | 1. Hälfte 19. Jahrhundert      |                          | 957                      |
| weitere Bilder                                        | Judenfriedhof                                           | Ossendorf Rabensweg Karte                                                          | | um 1866                        | 08.05.1985               | 958-960                  |
| weitere Bilder                                        | kath. Pfarrkirche Enthauptung Johannes des Täufers      | Ossendorf Rimbecker Straße Karte                                                   | | 1904/05                        | 06.05.1985               | 961-970                  |
| weitere Bilder                                        | ehem. Pfarrhaus                                         | Ossendorf Rimbecker Straße 2 Karte                                                 | Zweigesch. Fachwerkbau auf hoher Kellersocke, Walmdach, symmetrische, 5-achsige Front, davor einläufige Freitreppe. | 1838                           | 18.08.1990               | 971                      |
| weitere Bilder                                        | ehem. Poststation und Wohngeschäftshaus                 | Ossendorf Rimbecker Straße 3 Karte                                                 | zweigesch. klassizistischer, symmetrischer Putzbau, 9 Fensterachsen, Mittelrisalit, Lisenengliederung, zweiläufige Freitreppe zum Mitteleingang und Muscheldekoration im Risalitgiebelfeld. Ursprünglich Handelshaus mit Poststation und Gasthof. | zwischen 1830 und 1860         | 08.05.1985               | 972                      |
| weitere Bilder                                        | Wohnhaus einer Hofanlage                                | Ossendorf Rimbecker Straße 4 Karte                                                 | Hofanlage aus giebelständigem Wohnhaus und Scheune, EG Kalkbruchstein, Giebel und Drempel Fachwerk, Erker im Giebel, drei große Scheunentore mit Segmentbögen | 1909 ff                        | 16.08.1990               | 973-975                  |
| weitere Bilder                                        | Bildstock mit Marienfigur                               | Ossendorf Rimbecker Straße 27 Karte                                                | Bildstock aus Sandstein, vergitterte Heiligennische mit Marienfigur, barocke, kuppelförmige Überdachung, darüber eisernes Kleeblattkreuz | 17. Jahrhundert                | 08.05.1985               | 976                      |
| weitere Bilder                                        | Fachwerkhaus                                            | Ossendorf Ükern 9 Karte                                                            | Kleines zweigesch. Fachwerk-Wohnhaus in Trauflage | Ende 19. Jahrhundert           |                          | 977                      |
| weitere Bilder                                        | Kliftmühle                                              | Ossendorf Wethener Straße 83 Karte                                                 | Wohnhaus mit Walmdach von 1920, Mühlenhaus von 1938, Torbogensturz vom Vorgängerbaus mit Inschrift: ANNO 1685 HAT HERBOLD GOCKELEN UND MARGRETHA HOPPEEN GOTT VERTRAUT UND DIESES HAUS GEBAUT !//&/ DURCH ANTON FEHRING UND EVA MARIA FEISCHEN RENOVIERT O BEWAHR ES FUHR FEUR UND BRAND DARZU DAS GANZE VATTERLAND                                                                         | 1323/1685/1767/1920/1938       |                          | 978-980                  |
| Bildstock St. Bernhard                                | Bildstock St. Bernhard                                  | Ossendorf Zum Warburger Tor/Rabensweg Karte                                        | Barocker Bildstock mit Figur des Hl. Bernhard, Sandstein mit aufwändiger Gestaltung, geschweifte Bekrönung aus Sandstein, darüber ein gusseisernes Kreuz | um 1730                        | 19.09.1984               | 981                      |
| weitere Bilder                                        | Kreuzweg mit 14 Stationshäuschen                        | Ossendorf Zum Warburger Tor Karte                                                  | Neugotische Bildstöcke mit Gehäuse mit Fußgesimsen, spitzbogigen, vertieften Giebelfeldern und dort eingelassenen, farbigen Gußeisenreliefs | 2. Hälfte 19. Jahrhundert      | 15.12.1988               | 982-983                  |
| weitere Bilder                                        | Pfennigsmühle                                           | Ossendorf Zur Mühle 18 Karte                                                       | ehem. Gemeindemühle aus dem 18. Jh., mit Ölmühle und später Sägewerk, 1906 zur Stromgewinnung umgebaut, bis in die 1970er Jahre als Handelsmühle betrieben, langgezogener zweigeschossiger Baukörper mit Fachwerk-Traufseiten, später mit viergesch. Querhaus versehen. | 18. Jahrhundert                |                          | 984                      |
| Wohnturmruine                                         | Wohnturmruine                                           | Ossendorf Asseler Feld Karte                                                       | Ruine eines Landwehrturmes, aus Kalkbruchstein errichtet | 1400                           | 08.05.1985               | 985                      |
| weitere Bilder                                        | Heinturm (Heinberger Warte)                             | Ossendorf Heinberg Karte                                                           | Landwehrturm, 1430 auf Anordnung von Bf. Dietrich von Mörs aus Kalkbruchstein errichtet | 1430                           | 08.05.1985               | 986                      |
| weitere Bilder                                        | Johanneskapelle                                         | Ossendorf Zum Warburger Tor (B7) Karte                                             | Prozessionskapelle mit großer, vergitterter Toröffnung, Inschrift im Schlussstein: GOTT UND DEM HEILIGEN JOHANNES DEM TÄUFER DEN 24. JUNI !//& JOES MENNE R.U.P. (Richter und Postmeister) | 1776                           | 08.05.1985               | 987                      |
| weitere Bilder                                        | Preußischer Meilenstein                                 | Ossendorf Zum Warburger Tor (B7) Karte                                             | Meilenstein mit Inschriften: COELN 28 MEILEN, CASSEL 5 1/2 MEILEN, PADERBORN 4 1/2 MEILEN, darüber Gußeisenrelief mit preußischem Adler und den Initialen FR (Fredericus Rex) | zwischen 1815 und 1830         | 26.01.1988               | 989                      |
| Grenzsteine                                           | Grenzsteine                                             | Ossendorf                                                                          | Reste der ehemals 66 Landesgrenzsteine Fürstentum Waldeck/Hochstift Paderborn | ab 1785                        | 10.03.2019 ff            | 990, 991                 |
| Wallburg Gaulskopf                                    | Wallburg Gaulskopf                                      | Ossendorf Gemarkung Ossendorf Karte                                                | Mehrteilige ehemalige Wallburg von 4,5 ha | 700 ff                         |                          | 988                      |
| barockes Torgerüst                                    | barockes Torgerüst                                      | Rimbeck Bonenburger Straße 2 Karte                                                 | reichgeschmückter Torbogen, Eiche, möglicherweise von anderem Fachwerkhaus transloziert | 1654                           | 08.05.1995               | 995                      |
| weitere Bilder                                        | Bildstock                                               | Rimbeck Bonenburger Straße Karte                                                   | Barocker Bildstock aus Sandstein außerhalb der Ortslage, Inschrift: SCHMERZHAFTE MUTTER BITTE FÜR UNS GEWIDMET VON ANTON HOPPE AUS RIMBECK IM JAHRE 1894 | 1894                           | 08.05.1995               | 996                      |
| Prozessionskreuz                                      | Prozessionskreuz                                        | Rimbeck Bühlkamp Karte                                                             | Prozessionskreuz auf Steinsockel, Holz, Dreinagelkorpus aus Metall, farbig behandelt | 2. Hälfte 19. Jahrhundert      | 12.07.2000               | 997                      |
| Bildstock                                             | Bildstock                                               | Rimbeck Bühlstraße Karte                                                           | Sandsteinbildstock unter zwei Linden, Sockel mit eingerahmten Feldern und Inschriften: vorn: JESUS AM ÖLBERGE ERRICHTET DEN 14. MAI 1888, links: MEINE SEELE IST BETRÜBT BIS IN DEN TOD, rechts: WACHET UND BETET, Gehäuse mit alter Gittertür, innen Relief mit Ölbergszene | 1880                           | 12.07.2000               | 998                      |
| Elektrizitätswerk mit Mühle                           | Elektrizitätswerk mit Mühle                             | Rimbeck Diemelweg 9 Karte                                                          | Elektrizitätswerk ab 1909, Schrotmühle 1913, Wohnungen im Obergeschoss | 1909                           | 22.04.1991               | 999, 1000                |
| ehem. katholische Schule                              | ehem. katholische Schule                                | Rimbeck Elisabethstraße 22 Karte                                                   | ehemalige Schule, Baumeister: Deutschländer, Erweiterungsbau 1932, 2014 als Wohnhaus umgenutzt | 1898                           | 28.12.1995               | 1001                     |
| weitere Bilder                                        | kath. Pfarrkirche St. Elisabeth, „Eggedom“              | Rimbeck Elisabethstraße 32 Karte                                                   | kath. Pfarrkirche St. Elisabeth, neuromanische Pfeilerbasilika, Architekt Franz Mündelein | 1904/05                        | 08.05.1985               | 1002-1013                |
| Bildstock „Lamm Gottes“                               | Bildstock „Lamm Gottes“                                 | Rimbeck Elisabethstraße 2a Karte                                                   | Prozessionsstation im Unterdorf, Sandstein, neuromanisch, mit Aufsatz mit Flechtbanddekor und Flachrelief eines Lamm Gottes, vier flankierenden Säulen und barocken korinthischen Kapitellen aus dem ehem. Kloster Hardehausen | 1909                           | 05.12.1981               | 1012                     |
| Bildstock „Alpha & Omega“                             | Bildstock „Alpha & Omega“                               | Rimbeck Elisabethstraße 32a Karte                                                  | Prozessionsstation im Oberdorf, neuromanisch, Sandstein, Mensa auf zwei romanischen Säulen und barocken korinthischen Kapitellen aus dem ehem. Kloster Hardehausen, | 1909                           | 05.12.1988               | 1014                     |
| weitere Bilder                                        | Längsdielenhaus                                         | Rimbeck Neuer Weg 1 Karte                                                          | zweigesch. Längsdielenhaus, Fachwerk | 1780                           | 08.05.1985               | 1015                     |
| zweigeschossiges Wohnhaus, ehem. Gasthaus Löwengrund  | zweigeschossiges Wohnhaus, ehem. Gasthaus Löwengrund    | Rimbeck Neuer Weg 2 Karte                                                          | Zweigesch. Wohnhaus in markanter Ecklage, 1880 durch Levi Löwengrund erbaut und 1885 als Gasthaus mit Saal durch Michaelis Löwengrund weitergeführt, 1910 mit historischer Erweiterung und Fachwerk-Erker erweitert. | 1880                           | 16.01.2003               | 1016                     |
| weitere Bilder                                        | Wohnhaus                                                | Rimbeck Scherfeder Straße 6 Karte                                                  | zweigesch. massives Wohnhaus mit Lager und Einfriedung, erbaut durch Bauunternehmer Siekmann | 1907/08                        | 12.07.2000               | 1017                     |
| evang. Kirchhaus                                      | evang. Kirchhaus                                        | Rimbeck Scherfeder Straße 17 Karte                                                 | | 1880                           | 13.07.2000               | 1018-1020                |
| ehem. Schulhaus der evang. Kirchengemeinde            | ehem. Schulhaus der evang. Kirchengemeinde              | Rimbeck Scherfeder Straße 19 Karte                                                 | zweiteiliger Massivbau aus Sandstein | 1903                           | 13.07.2000               | 1021                     |
| weitere Bilder                                        | Stellwerk                                               | Rimbeck Scherfeder Straße Karte                                                    | mechanisches Stellwerk „Sf“ der ehem. Reichsbahn | 1915                           |                          | 1022-1024                |
| Gedenkstein an Albert Leo Schlageter                  | Gedenkstein an Albert Leo Schlageter                    | Rimbeck Scherfeder Straße Karte                                                    | Gedenkstein aus Sandstein mit Inschrift: „ALBERT LEO SCHLAGETER 26. MAI 1923“ | 1934                           | 01.07.2002               | 1025                     |
| weitere Bilder                                        | Ehrenmal                                                | Rimbeck Wilhelm-Poth-Straße, Friedhof Karte                                        | Gefallenendenkmal aus Kruzifix und 14 Gedenkstelen, Sandstein, Franz Heise, | 1923                           | 22.08.2001               | 1026                     |
| weitere Bilder                                        | Jüdischer Friedhof                                      | Rimbeck Zionsweg 12 Karte                                                          | | 1875                           | 10.10.1994               | 1028-1029                |
| Querdielenhaus                                        | Querdielenhaus                                          | Rimbeck Zur Märk 2 Karte                                                           | massives zweigesch. Querdielenhaus mit Eckquaderungen, Tor, Tür und Fenstergewänden aus Sandstein | 1878/1887                      |                          | 1030                     |
| Grenzsteine                                           | Grenzsteine                                             | Rimbeck                                                                            | Grenzsteine 2–10, Sandstein, an der ehem. Grenze zwischen Fürstentum Waldeck und Hochstift Paderborn | ab 1785                        |                          | 1031, 1032               |
| BW                                                    | Kleinburg auf dem Leuchteberg                           | Rimbeck Karte                                                                      | Reste einer ehem. Kleinburg, zerstört im 13. Jh. | 12. Jahrhundert                |                          | 1033                     |
| Steinkammergrab, Erdwerk und Grabhügel im Weißen Holz | Steinkammergrab, Erdwerk und Grabhügel im Weißen Holz   | Rimbeck Karte                                                                      | | 29./28. Jh. v. Chr.            |                          | 1034, 1035               |
| weitere Bilder                                        | Kloster Hardehausen                                     | Scherfede Abt-Overgaer-Straße 1 Karte                                              | ehemaliges Zisterzienserkloster | 1155 ff                        | 03.11.1983               | 1043-1097                |
| Doppelwohnhaus                                        | Doppelwohnhaus                                          | Scherfede Alte Kleinenberger Straße 1/3 Karte                                      | eingesch. Doppelwohnhaus mit Stallanbauten, Bruchstein massiv | um 1900                        |                          | 1098                     |
| weitere Bilder                                        | ehem. Gästehaus des Klosters                            | Scherfede Alte Kleinenberger Straße 2 Karte                                        | zweigesch. barocker Massivbau mit Mansard-Walmdach | 1788                           |                          | 1099                     |
| weitere Bilder                                        | Querdielenhaus                                          | Scherfede Alte Kleinenberger Straße 2a Karte                                       | mass. Querdeelenhaus mit Krüppelwalmdach | Ende 18. Jahrhundert           |                          | 1100                     |
| weitere Bilder                                        | Doppelwohnhäuser für Arbeiterfamilien                   | Scherfede Am Alpenkamp 2, 4, 6, 8/10, 12/14 Karte                                  | 5 eingeschossige gleichartige Doppelwohnhäuser, massiv, zum Teil verputzt, Krüppelwalmdächer | Anfang 20. Jahrhundert         |                          | 1101, 1103               |
| Längsdielenhaus                                       | Längsdielenhaus                                         | Scherfede Am Bach 3 Karte                                                          | Längsdielenhaus, Fachwerk, Inschrift im Torsturz: "ANNO 1696 DEN XX MAY IST DIESES HAVS GEBAVWET VON M IOHANNES GOETTEN VUD ELIESABEHT SHRÖDER2 | 1696                           |                          | 1102                     |
| weitere Bilder                                        | Kriegerehrenmal                                         | Scherfede Auf der Ricke 5a Karte                                                   | Kriegerdenkmal für die Gefallenen aus dem Ersten Weltkrieg, ergänzt durch die aus dem Zweiten Weltkrieg, Obelisk aus Sandsteinquadern mit Relief, Franz Heise, 1964 vom ersten Standort Hauptstraße an den Friedhof versetzt | 1924                           |                          | 1104                     |
| Sandsteinkreuz                                        | Sandsteinkreuz                                          | Scherfede Auf der Ricke 6a Karte                                                   | ehem. Prozessionsstation, Sandsteinkreuz auf altarähnlichem Sockel mit Vierpass-Relief, Korpus ebenfalls Sandstein | 1894                           | 22.06.1989               | 1105                     |
| weitere Bilder                                        | Hochkreuz                                               | Scherfede Bernhardusstraße Karte                                                   | Sandsteinkreuz auf Postament, Inschrift: „ES IST VOLLBRACHT! VATER, IN DEINE HÄNDE EMPFEHLE ICH MEINEN GEIST; 1902“ | 1902                           | 26.02.2009               | 1106                     |
| weitere Bilder                                        | ehem. Wohnwirtschaftsgebäude                            | Scherfede Briloner Straße 22 Karte                                                 | klassizistisches zweigesch. Massivhaus mit Deele, aus Sandbruchstein, mit Eckverquaderungen und Werksteingewänden an Türen und Fenster. | 1868                           | 08.05.1985               | 1107                     |
| weitere Bilder                                        | Querdeelenhaus                                          | Scherfede Briloner Straße 23 Karte                                                 | zweigesch. Fachwerkhaus mit Querdeele links und Wohnteil rechts, Krüppelwalmdach, Inschrift: GOTT SEY DER BESCHÜTZER UND SEGNE DEN BESITZER : JOSEPH DÖRING UND SEINE MUTTER HABEN AUF GOT VERTRAUET UND DIESES HAUS GEBAUET - ANNO 1811 DEN 15D MAY" | 1811                           | 08.05.1985               | 1108                     |
| weitere Bilder                                        | Längsdielenhaus                                         | Scherfede Briloner Straße 38 Karte                                                 | zweigesch. giebelständiges Haus mit Krüppelwalmdach, Tor mit Sturzriegel, Inschrift: „BERNARDVS SCHEIFERS VND SEINE EFRAV ELISABETTA SCHWIGARDI HABEN AUF GOT FVRTRAUET UND DIESES HAUS GEBAUT IM JAHRE ANNE 1798 DEN 15 MAY“ etc. | 1798                           | 03.11.1883               | 1109                     |
| weitere Bilder                                        | neuklassizistische Villa                                | Scherfede Briloner Straße 76 Karte                                                 | zweigesch. verputzte neoklassizistische Fabrikantenvilla, mit Veranda und Balkon darüber, Giebeldreieck, seitlicher Turmanbau im oberitalienischen Stil, auf einem parkartigen Hanggrundstück, erbaut durch Elias Roßkam, ab 1964 ev. Kinderheim | um 1885                        |                          | 1110                     |
| weitere Bilder                                        | Empfangsgebäude Bahnhof Wrexen mit Güterschuppen        | Scherfede Briloner Straße 99 Karte                                                 | ehemaliges Bahnhof-Empfangsgebäude, zweigesch. im Schweizer Stil, Pfettendächer mit großen Dachüberständen, giebelseitig über Kopfbänder vorkragend, geschnitztes Holzwerk um Fenster und an der Traufen und Ortgängen, Wandflächen verschiefert, daneben eingesch. Güterschuppen aus Fachwerk                                                                                              | 1885/86                        | 16.01.1988               | 1111, 1112               |
| weitere Bilder                                        | Villa A. Roßkam („Neue Villa“)                          | Scherfede Briloner Straße 102 Karte                                                | Stattliches, schlossartiges Gebäude mit Walmdach im Reformstil der 1920er Jahre in einem großen Park. Erbaut als Wohnhaus des Fabrikanten Albert Roßkam (1872–1930) nach Planung des Architekten Fritz Fabian, Berlin, nach 1930 Kurklinik, 1954 Umbau Erweiterung und Nutzung als Kuranstalt Dr. Siepmann.                                                                                 | 1922                           | Ratsbeschluss 09.03.2021 |                          |
| Fachwerkturm                                          | Fachwerkturm                                            | Scherfede Bruchring 35 Karte                                                       | dreigesch. 8-eckiger Fachwerkturm, ehem. Eingang der 1980 abgebrochenen Schützenhalle | 1926                           | 17.11.1983               | 1115                     |
| weitere Bilder                                        | Bildstock am Schwemmberg                                | Scherfede Goldbergweg 18 Karte                                                     | | 1. Hälfte 18. Jahrhundert      | 22.06.1989               | 1113                     |
| weitere Bilder                                        | kath. Pfarrkirche St. Vincentius Levita                 | Scherfede Kirchstraße Karte                                                        | neugotische Basilika mit Westturm, Querschiff und polygonalem Chor, Werkstein, überwiegend neugotische Ausstattung | 1857–1861                      | 18.05.1985               | 1114, 1116-1123 Wikidata |
| Sandsteinkreuz                                        | Sandsteinkreuz                                          | Scherfede Kirchstraße Karte                                                        | Sandsteinkreuz mit Ehrenmal der 1870/71 Gefallenen | um 1871                        | 29.11.2007               |                          |
| Sandsteinbildstock                                    | Sandsteinbildstock                                      | Scherfede Mönchhof Karte                                                           | | 1931                           | 08.05.1985               | 1125                     |
| weitere Bilder                                        | ehem. Zehntscheune des Klosters Hardehausen             | Scherfede Rosenmarienstraße 21 Karte                                               | | 1683                           | 18.05.1985               | 1126-1129                |
| weitere Bilder                                        | Bildstock St. Bernhardus                                | Scherfede Rosenmarienstraße Karte                                                  | Sandsteinbildstock, gestiftet von Abt Laurentius Kremper | 1729                           | 08.05.1985               | 1130                     |
| weitere Bilder                                        | Erbbegräbnis der Familie Rosskam                        | Scherfede Walme Karte                                                              | bezeichnet auch als „Grablege Rosskam“ bzw. ugs. „Rosskams Grab“ |                                | 07.12.2017               | 1133,1135                |
| weitere Bilder                                        | Meilenstein an der B 68                                 | Scherfede Paderborner Straße, Fl. 2, Fl.-St. 31 Karte                              | preußischer Meilenstein, Obelisk aus Sandstein, mit Inschrift: „COELN 27; MEILEN CASSEL 6 1/2 MEILEN, PADERBORN 5 1/2 MEILEN“ | nach 1815                      | 26.01.1988               | 1131                     |
| Meilenstein an der B 7                                | Meilenstein an der B 7                                  | Scherfede Briloner Straße Karte                                                    | preußischer Meilenstein, Obelisk aus Sandstein, mit Inschrift: COELN XXVII MEILEN | nach 1815                      | 26.01.1988               | 1132                     |
| weitere Bilder                                        | Ehrenmal Hermann Löns                                   | Scherfede Scherfeder Wald Karte                                                    | Natursteinstele mir eingelassener Sandsteintafel und Bronzerelief für Hermann Löns (1866–1914), Inschrift: „DEM JÄGER UND DICHTER HERMANN LÖNS - DER KREISJAGDSCHUTZVEREIN WARBURG“, Bildhauer: Franz Heise | 1925                           | 11.11.2008               | 1134                     |
| Gedenkstätte                                          | Gedenkstätte                                            | Scherfede Klingelbachweg Karte                                                     | umzäunte Gedenkstätte mit kräftigem Sandsteinkreuz und Inschrift mit Daten zu vier am 31. März 1945 ermordete Soldaten, Bildhauer Aloys Sauerland, davor vier aufgereihte Eisenkreuze mit Eisernem Kreuz und Inschriften | 1967                           |                          | 1136                     |
| BW                                                    | Viertelmeilenstein                                      | Scherfede B 7, nahe Jägerpfad Karte                                                | Grenzstein Kreis Warburg/Kreis Büren |                                | 06.10.1994               | 1137                     |
|                                                       | Grenzsteine 1, 23, 27, 30, 33, 33a                      | Scherfede                                                                          | Grenzsteine Fürstentum Waldeck/Königreich Preußen | 19. Jahrhundert                |                          | 1140                     |
|                                                       | Grenzsteine 11, 22, 93, 111, 112                        | Scherfede                                                                          | Grenzsteine Fürstentum Waldeck/Königreich Preußen | 1560                           |                          | 1138, 1139, 1141, 1142   |
|                                                       | Wall/Landwehr                                           | Scherfede zwischen Diemel und B 7                                                  | | ab 1430                        |                          | 1143                     |
| Orangerie Schloss Welda                               | Orangerie Schloss Welda                                 | Welda Alte Warburger Straße 14 Karte                                               | barockes ehemaliges Orangeriegebäude, ehem. zum Schlosspark Welda gehörend | 1736                           | 08.05.1975               | 1175                     |
| weitere Bilder                                        | Feckenhof                                               | Welda Alte Warburger Straße 37 Karte                                               | Gutshof „Fecke“, klassizistische Hofanlage aus Wohnhaus und Nebengebäuden | 1863                           |                          | 1148-1150                |
| Heiligenhäuschen                                      | Heiligenhäuschen                                        | Welda Alte Warburger Straße 5 Karte                                                | giebelförmiges Heiligenhäuschen aus Sandstein, gestiftet von Hermann Rampendahl, mit Inschriften | 1676                           | 08.05.1985               | 1151                     |
| weitere Bilder                                        | Heiligenhäuschen                                        | Welda Alte Warburger Straße 39 Karte                                               | giebelförmiges Heiligenhäuschen aus Sandstein, | 1679                           |                          | 1152                     |
| Heiligenhäuschen                                      | Heiligenhäuschen                                        | Welda Am alten Friedhof Karte                                                      | giebelförmiges Heiligenhäuschen aus Sandstein, 1982 neu errichtet mit historischer Giebelplatte | 1982                           |                          | 1153                     |
| Friedhofskreuz                                        | Friedhofskreuz                                          | Welda Am alten Friedhof a Karte                                                    | | 1877                           |                          | 1157                     |
|                                                       |                                                         | Welda Am alten Friedhof b Karte                                                    | Eisenkreuz mit Inschrift: „HENRIETTE SCHWING - AUS WEILBURG - GEB. D. 15TEN JUNÜ 1808, IN DIENST GETRETEN DEN 19TEN APRIL 1828, GESTB. AM 21TEN JANUAR 1886 - IN DANKBARER ERINNERUNG AN ACHTUNDFÜNZIGJÄHRIGE TREUE DIENSTE UND DIE UNWANDELBARE LIEBE UND ANHÄNGLICHKEIT WELCHE SIE UNSEREN ELTERN UND UNS BEWIESEN, SETZEN DIESES DENKMAL DIE FREIHERRLICH UND BRACKEL'SCHEN GESCHWISTER“ | 1886                           |                          | 1154                     |
| Fachwerkhaus                                          | Fachwerkhaus                                            | Welda Fahrweg 17 Karte                                                             | zweigesch. Fachwerkhaus mit Zwerchhaus | 2. Hälfte 19. Jahrhundert      | 02.09.1988               | 1155                     |
| weitere Bilder                                        | ehem. Wohnwirtschaftsgebäude                            | Welda Ferdinande-von-Brackel-Straße 3 Karte                                        | traufständiges, zweigesch. ehem. Wohnwirtschaftsgebäude mit linksseitigem Deelentor, Fachwerk | 2. Hälfte 19. Jahrhundert      |                          |                          |
| Rittergut Welda                                       | Rittergut Welda                                         | Welda Ferdinande-von-Brackel-Straße 6/8 Karte                                      | Rittergut Schloss Welda, bestehend aus klassizistischem zweigesch. massivem Wohnhaus mit 7 Fensterachsen und zwei später errichteten quergestreckten Wirtschaftsgebäuden | 1843 ff                        |                          | 1158-59                  |
| weitere Bilder                                        | Schloss Welda                                           | Welda Ferdinande-von-Brackel-Straße 10/12/14/16/16a/Alte Warburger Straße 14 Karte | Barocke zweigesch. Schlossanlage, Hauptgebäude mit vorspringende Seitenflügel, Zwerchhaus mit Dreiecksgiebel, sandsteingedeckte Walmdächer, davor ein von zwei Torhäusern und zwei Kavaliershäusern umfasster Ehrenhof, Gräfte an drei Seiten, dahinter barocker Schlosspark mit Orangerie (s.o.), erbaut von Justus Wehmer                                                                 | 1733–1736                      | 07.11.1983               | 1162-1174, 1176-1177     |
| weitere Bilder                                        | Statue des hl. Nepomuk                                  | Welda Ferdinande-von-Brackel-Straße 01 Karte                                       | | um 1730                        | 08.05.1985               | 1178                     |
| Gasthaus „Zum Pferdestall“                            | Gasthaus „Zum Pferdestall“                              | Welda Kilianstraße 1 Karte                                                         | zweigesch. Giebelhaus, Fachwerk, | 1835                           | 09.05.1985               | 1179                     |
| weitere Bilder                                        | kath. Pfarrkirche St. Kilian (Welda).                   | Welda Kilianstraße 5 Karte                                                         | einschiffige gotische mit Rechteckchor, Sakristeianbau und Westturm, reiche Ausstattung | 1200                           | 08.05.1985               | 1180-188                 |
| ehem. Knabenschule                                    | ehem. Knabenschule                                      | Welda Kilianstraße 6 Karte                                                         | | 1886                           | 15.01.2003               | 1189                     |
| Heiligenhäuschen                                      | Heiligenhäuschen                                        | Welda Laukerweg Karte                                                              | | 1676                           | 08.05.1985               | 1190                     |
| weitere Bilder                                        | Bildstock St. Antonius                                  | Welda Laukerweg 13 Karte                                                           | Neugotischer Bildstock, Sandstein, Inschriften: „IN HONOREM ST ANTONII OMNES PARROCHIANI WELDENSES EJUSDEM NOMEN GERENTIS EUMQUE PATRONUM VENERENTES POSUERUNT 1876“ | 1876                           |                          |                          |
| weitere Bilder                                        | Bildstock St. Dominikus                                 | Welda Laukerweg 25 Karte                                                           | Neugotischer Bildstock, Sandstein, Inschriften „HEILIGER DOMINIKUS BITTE FÜR UNS - ERRICHTET VON DOMINIKUS WENNEKAMP IN WELDA 1882“ | 1882                           |                          |                          |
| Fachwerkhaus                                          | Fachwerkhaus                                            | Welda Twete 2 Karte                                                                | zweigesch. Fachwerkwohnhaus mit Satteldach | vor 1830                       | 02.09.1988               |                          |
| Bildstock                                             | Bildstock                                               | Welda Zum Bahnhof Karte                                                            | Bildstock, Sandstein, | 1890                           |                          | 1198                     |
| Diekmeisterhaus                                       | Diekmeisterhaus                                         | Welda Zur Alten Mühle 5 Karte                                                      | Ehem. Längsdielenhaus aus Fachwerk; Eckständer mit geschnitzten Säulen, mehrere Inschriften, darunter Torinschrift: „WITWE ENRICUS FIENEN HAT AUF GOT VERTRAUWET UNDT DIS HAUS GEBAUWET ANNO 1742 DEN 12. JUNNY“ | 1742                           | 02.09.1988               | 1194, 1195               |
| weitere Bilder                                        | Wasserkraftwerk Welda                                   | Welda Zur Alten Mühle 24 Karte                                                     | Twistemühle des Gutes Welda (Brackel'sche Mühle), ehem. Mahlmühle, später Sägemühle, 1903 kommunalisiert und als Pumpwerk genutzt, 1992 erneuert, seit 2003 zur Stromerzeugung genutzt. Gebäude seit 1994 Kindergarten | spätestens 1486                | 08.05.1985               | 1196, 1197               |
| 3 Grenzsteine an der Grenze zu Hessen                 | 3 Grenzsteine an der Grenze zu Hessen                   | Welda                                                                              | Grenzsteine zwischen dem Hochstift Paderborn und dem Fürstentum Waldeck | 1785 ff                        | 11.10.1999               | 1199, 1200               |
| Grenzsteine 29-30, 55, 59-61, 216, 222, 224, 226      | Grenzsteine 29-30, 55, 59-61, 216, 222, 224, 226        | Welda                                                                              | Grenzsteine zwischen dem Hochstift Paderborn und dem Fürstentum Waldeck | 1785 ff                        | 18.02.2009               |                          |
| Grenzsteine 50-54                                     | Grenzsteine 50-54                                       | Welda                                                                              | Grenzsteine zwischen dem Hochstift Paderborn und dem Fürstentum Waldeck | 1785 ff                        | 1.12.2008                |                          |
| Grenzsteine 56-58, 215, 217-219                       | Grenzsteine 56-58, 215, 217-219                         | Welda                                                                              | Grenzsteine zwischen dem Hochstift Paderborn und dem Fürstentum Waldeck | 1785 ff                        | 05.03.2009               |                          |
| weitere Bilder                                        | Wieherbrunnen                                           | Wormeln Am Wieherborn, Flur 1, Fl.St. 60 Karte                                     | Wassersammelstelle am Wieherborn |                                | 27.06.2000               | 1206                     |
| weitere Bilder                                        | Villa Ritgen                                            | Wormeln Klostergut 1 Karte                                                         | Villa, Gartenhaus, Klostermauer und Park mit Brunnenbecken und Teichanlage, |                                | 21.10.1997               | 1207-1211                |
| weitere Bilder                                        | Wirtschaftshof                                          | Wormeln Klostergut 1 / Twistetalstraße 11 Karte                                    | ehem. Wirtschaftshof des Klostergutes, bestehend aus Schafstall, Scheune und Taubenhaus |                                | 03.11.1983               | 1212-1215                |
| weitere Bilder                                        | ehem. Zisterzienserinnenabtei                           | Wormeln Klostergut 2 Karte                                                         | Reste einer direkt an die Kirche angebauten barocken Klosteranlage, über einen quadratischen Kreuzgang erbaut, der nördliche Flügel 1887 abgebrochen. Zweigesch. massive barocke Gebäude mit Mansarddächern. |                                | 09.01.1997               | 1216-1220, 1222          |
| weitere Bilder                                        | kath. Pfarrkirche St. Simon und Juda                    | Wormeln Klostergut Karte                                                           | |                                | 08.05.1985               | 1221, 1223-1235          |
| weitere Bilder                                        | Alter Friedhof                                          | Wormeln Klostergut Karte                                                           | Alter Friedhof, mit Bruchsteinmauer umfriedet, Kriegerdenkmal von 1955, Missionskreuz aus dem 19. Jh., Grabdenkmal von 1856 u.a. | 1300                           |                          | 1234-1235, 1238          |
| weitere Bilder                                        | Bildstock St. Maria                                     | Wormeln Obere Wiese, Fl. 1, Flst. 33 Karte                                         | Bildstock, Sandstein, Inschrift: „OH MARIA DICH ZU GRÜSSEN ALLHIER DIR FALLEN ZU FÜSSEN BITTE WOLLST MIR GNÄDIG SEIN (...) OH MARIA DIR ICH LEBE MACH DASS DEIN IESUS GEBE HIER GNAD DORT HIMMELSFREUD OH MARIA AUSERKOREN BITTE DASS NICHT GEH VERLOREN SONDERN LEBE EWIGLICH“ | 1731                           | 08.05.1986               | 1236                     |
| weitere Bilder                                        | Bildstock                                               | Wormeln Obere Wiese Karte                                                          | Bildstock, Sandstein, mit halbkreisförm. Giebel, Inschrift: HIER BLEIB O SÜNDER STEHEN SIEH DEINEN HEILAND AN THU IHN ALLHIER ANFLEHEN ER IST DER HELFEN KANN VON ALLEN GROSSEN WUNDEN: PHILIPPUS MOERS ET CHRISTINA TRILLING CONIUGES | 1791                           | 08.05.1985               | 1237                     |
| weitere Bilder                                        | Bildstock                                               | Wormeln Obere Wiese Karte                                                          | | 1740                           |                          |                          |
| Fachwerkhaus                                          | Fachwerkhaus                                            | Wormeln Twistetalstraße 3 Karte                                                    | zweigesch. Fachwerkwohnhaus | 18. Jahrhundert                | 02.09.1985               | 1241                     |
| Fachwerkhaus                                          | Fachwerkhaus                                            | Wormeln Twistetalstraße 6 Karte                                                    | zweigesch. Fachwerkwohnhaus mit hohem Bruchsteinsockel und Zwerchhaus | um 1900                        |                          |                          |
| weitere Bilder                                        | Fachwerkhaus                                            | Wormeln Untere Dorfstraße 13 Karte                                                 | | 2. Hälfte 19. Jahrhundert      |                          | 1243                     |
| weitere Bilder                                        | Bildstock                                               | Wormeln Zum Lütal Karte                                                            | Bildstock aus Sandstein, Inschrift: „OH IHR ALLE DIE DEN WEEG FÜRÜBER GEHET MERCKET DACH UND SEHET OB AUCH EINE SCHMERSTEN SEY WEIN EINE SCHMERZ TREN CIVJZ 1748“, früherer Standort auf der Lieth, im Jahr 2000 umgesetzt, | um 1748                        | 08.05.1985               | 1240                     |
| weitere Bilder                                        | Fachwerkhaus                                            | Wormeln Zum Stadtgraben 6 Karte                                                    | | 1830                           |                          | 1244                     |
| weitere Bilder                                        | Wohnwirtschaftsgebäude                                  | Wormeln Zum Stadtgraben 10 Karte                                                   | | 1856                           |                          | 1245-1246                |
| weitere Bilder                                        | Bildstock an der Heiligen Eiche                         | Wormeln Witzinger Holz Karte                                                       | Bildstock auf einer Lichtung an der „Heiligen Eiche“, Prozessionsziel, , Sandstein, Sockel mit zahlreichen Inschriften, Mensa, Heiligennische mit Gitter, Deckplatte, darüber halbkreisförmiger Bedachung und Kreuzbekrönung. | 1740                           | 08.05.1985               | 1247                     |

## Nicht mehr vorhandene Baudenkmäler
Kirchen, Kapellen und Krankenhäuser
- Petrikirche auf der Hüffert, um 1000 gegründet, 1297 Pfarrkirche, 1622 zerstört, Fundamente ergraben.
- Johanniskapelle, 1331 erwähnt, 1622 zerstört
- Antoniuskapelle, jenseits der Diemel, 1622 zerstört
- Cyriakusspital mit Kapelle, Im Sack 1, 1824 durch Fachwerkbau ersetzt, circa 1970 abgebrochen
- Marienkapelle an der Altädter Kirche, 1464 erwähnt, 1854 abgebrochen
- St. Petri-Hospital Warburg, 1924–1926 erbaut, 2014 abgebrochen

Stadtbefestigung
- Neues Tor, Lange Straße, 1838 abgebrochen
- Badestuben- oder Bastertor, Bernhardistraße, 1840 abgebrochen
- Berner Tor, Bernhardistraße, 1839 abgebrochen
- Mohlhauser oder Casseler Tor, Hauptstraße, 1838 abgebrochen
- Hellepforte, 1801 abgebrochen,
- Busdorfer- oder Wispertor, um 1800 abgebrochen
- Papenheimer oder Paderborner Tor, um 1800 abgebrochen
- Liebfrauentor, um 1800 abgebrochen

Wohnhäuser, Wohnwirtschaftsgebäude und Hotels
- Am Johannisturm 9, ehem. zweigesch. Fachwerkwohnhaus, abgebrochen und gestrichen am 30. September 1994
- An der Burg 49, ehem. eingeschossiges Fachwerktraufenhaus mit Fachwerkzwerghaus, ca. 1990 abgebrochen und gestrichen
- Bernhardistraße 33, früher zweigeschossiges Fachwerk-Traufenhaus des 16./17. Jahrhunderts, circa 1975 abgebrochen und durch Garagen ersetzt
- Delbrückstraße 8, zweigeschossiges Fachwerk-Traufenhaus mit Krüppelwalmen, Front im Erdgeschoss massiv erneuert, um 1830/40, eingetragen am 30. April 1985, danach abgebrochen
- Hauptstraße 14, klassizistisches Haus mit Freitreppe und Balkon, ca. 1965 abgebrochen
- Hauptstraße 54, dreigeschossiger Fachwerkbau, Ende 16. Jahrhundert, 1911 abgebrannt
- Hotel „Zum Desenberg“, Hauptstraße 66–68, zweigeschossiges, langgestrecktes Massivhaus mit seitlicher Durchfahrt und großem Walmdach, 1977 abgebrochen, Barockportal im bestehenden Bankneubau aufgestellt
- Hauptstraße 75, Fachwerkgiebelhaus mit leicht vorkragendem Speicherstock und kräftig auf gekehlten Knaggen vorkragendem Krüppelwalm-Giebel, ca. 1973 abgebrochen
- Ikenberg 3, Fachwerkwohnhaus des 18. Jh., gestrichen am 1. März 1995 wegen Abbruch
- Klockenstraße 18, zweigeschossiges Fachwerktraufenhaus, um 1970 abgebrochen, Torbalken mit Inschrift: „Friedrich Evers.Sophia.Oberstadt.DEN 4ten SEPTBR.1833“ an Garagenwand des Neubaus montiert
- Temmenhof, Mittelstraße (jetzt Josef-Wirmer-Straße) 28, dreigeschossiger Fachwerk-Giebelbau mit seitlichem, traufständigem Saalbau von 1578, 1945 abgebrannt
- Unterstraße 7 und 13, Fachwerkhäuser des frühen 19. Jahrhunderts, circa 1972 zugunsten der Sparkasse abgebrochen